# Elvis Presley
Elvis Aaron Presley (8 tháng 1 năm 1935 – 16 tháng 8 năm 1977), hay còn được gọi đơn giản là Elvis, là nam ca sĩ, diễn viên người Mỹ. Ông được coi là một trong những biểu tượng đại chúng quan trọng nhất của thế kỷ 20 và được mệnh danh là "Ông hoàng nhạc Rock and Roll". Với kỹ thuật biểu diễn đầy khiêu gợi và phong cách thể hiện bài hát tràn đầy năng lượng, cùng sự kết hợp độc đáo đa dạng các chủng tộc trong một thời đại đầy biến động về sắc tộc, đã đưa ông đến những thành công vang dội lẫn tranh cãi gay gắt.
Presley sinh ra ở Tupelo, Mississippi và chuyển đến Memphis, Tennessee cùng gia đình khi ông 13 tuổi. Sự nghiệp âm nhạc của ông bắt đầu tại đây vào năm 1954, Presley thu âm tại Sun Records cùng với nhà sản xuất Sam Phillips, người muốn mang âm nhạc của người Mỹ gốc Phi đến với đông đảo khán giả đại chúng hơn. Presley, với vai trò tay guitar acoustic đệm, cùng với tay guitar chính Scotty Moore và tay bass Bill Black, là những người tiên phong cho rockabilly, một sự kết hợp giữa nhạc đồng quê, phách sau và blues theo phong cách uptempo. Năm 1955, tay trống D. J. Fontana tham gia hoàn thành đội hình tứ tấu kinh điển của Presley và RCA Victor đã mua lại hợp đồng của ông trong một thỏa thuận do Colonel Tom Parker, người quản lý Presley trong hơn hai thập kỷ sắp xếp. Đĩa đơn đầu tiên của Presley tại RCA, "Heartbreak Hotel", được phát hành vào tháng 1 năm 1956 và trở thành bản hit số một tại Hoa Kỳ. Với hàng loạt lần xuất hiện thành công trên truyền hình và các kỷ lục đứng đầu bảng xếp hạng, ông trở thành nhân vật hàng đầu của thể loại nhạc rock and roll mới nổi.
Tháng 11 năm 1956, Presley ra mắt bộ phim đầu tay Love Me Tender. Thực hiện nghĩa vụ quân sự năm 1958, Presley bắt đầu lại sự nghiệp của mình hai năm sau đó với một số sản phẩm thành công nhất về mặt thương mại của mình. Ông đã tổ chức một vài buổi hòa nhạc và được sự hướng dẫn của Parker, tuy vậy, ông đã dành phần lớn thời gian của những năm 1960 để đóng các bộ phim Hollywood và làm album nhạc phim, hầu hết chúng đều bị chỉ trích gay gắt. Năm 1968, sau 7 năm tạm nghỉ các buổi biểu diễn trực tiếp, ông trở lại sân khấu trong chương trình đặc biệt Elvis, dẫn đến việc kéo dài thời gian biểu diễn tại buổi hòa nhạc ở Las Vegas và một chuỗi các chuyến lưu diễn có doanh thu cao. Năm 1973, Presley tổ chức buổi hòa nhạc đầu tiên của một nghệ sĩ solo được phát sóng trên toàn thế giới, Aloha from Hawaii. Sau nhiều năm lạm dụng thuốc theo toa đã ảnh hưởng nghiêm trọng đến sức khỏe của ông, Presley đột ngột qua đời vào năm 1977 tại điền trang Graceland ở tuổi 42.
Với sự vươn lên từ nghèo khó để trở thành một ngôi sao nổi tiếng, thành công của Presley dường như trở thành hình ảnh thu nhỏ cho Giấc mơ Mỹ. Ông là nghệ sĩ solo bán đĩa nhạc chạy nhất mọi thời đại và thành công ở nhiều thể loại nhạc khác nhau, bao gồm pop, đồng quê, R&B, adult contemporary và phúc âm. Ông đã giành được ba giải Grammy, nhận được giải Grammy Thành tựu trọn đời ở tuổi 36 và đã được giới thiệu vào nhiều hội trường âm nhạc danh tiếng. Presley hiện nắm giữ một số kỷ lục; nhiều album được chứng nhận vàng và bạch kim nhất từ RIAA, nhiều album nhất được xếp hạng trên Billboard 200, nhiều album quán quân nhất của một nghệ sĩ solo trên UK Albums Chart và nhiều đĩa đơn quán quân nhất trên UK Singles Chart. Năm 2018, Presley được Donald Trump truy tặng Huân chương Tự do Tổng thống.

## Cuộc đời và sự nghiệp

### 1935–1953: Những năm đầu đời

#### Thời thơ ấu ở Tupelo

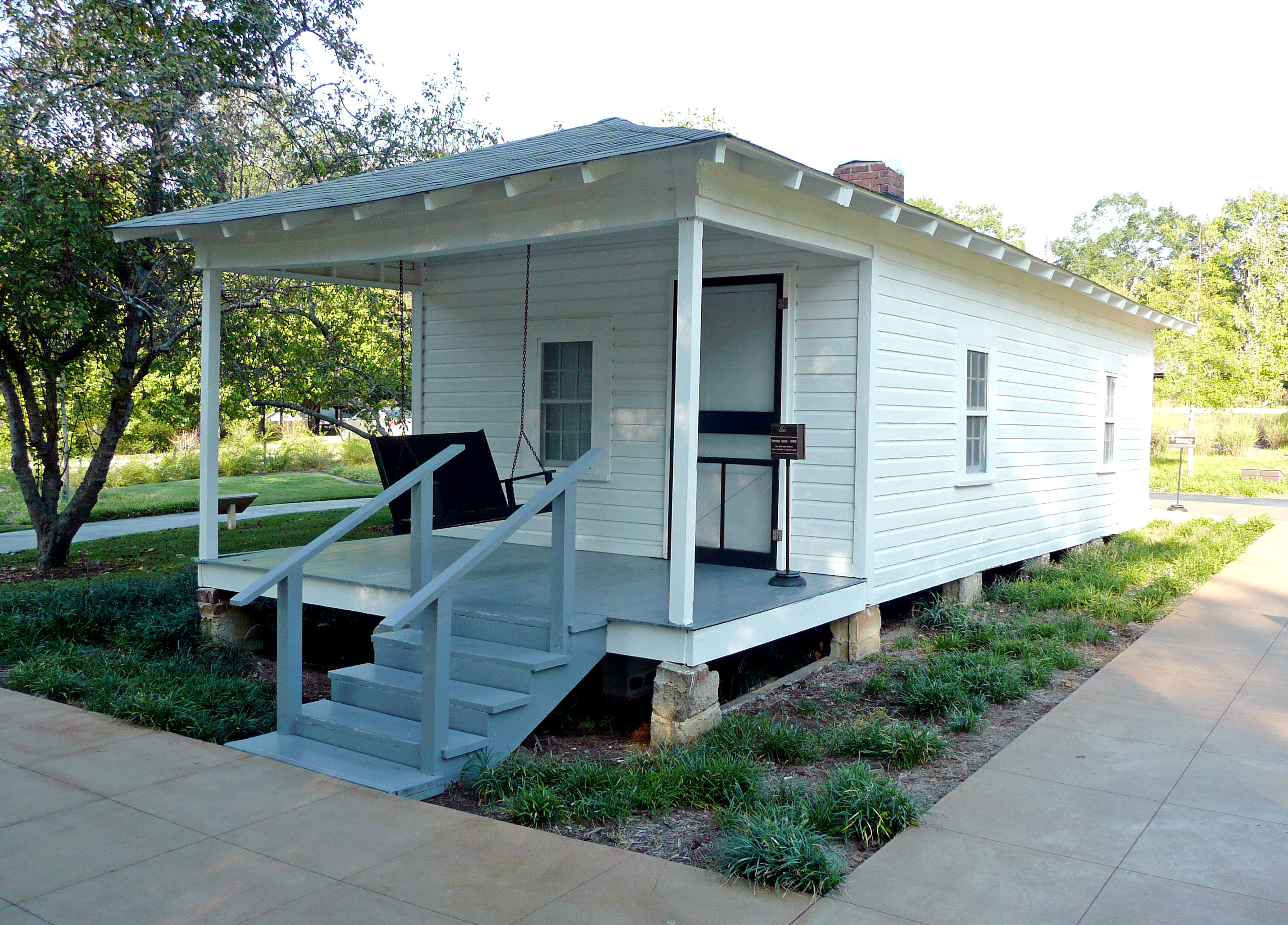
Nơi sinh của Presley tại Tupelo, Mississippi

Elvis Aaron Presley sinh ngày 8 tháng 1 năm 1935 tại Tupelo, Mississippi, là con của Vernon Elvis (10 tháng 4 năm 1916 - 26 tháng 6 năm 1979) và Gladys Love (nhũ danh Smith; 25 tháng 4 năm 1912 - 14 tháng 8 năm 1958),  Presley sống trong một ngôi nhà shotgun hai phòng mà cha ông đã xây dựng trước đó. Người anh em song sinh của Elvis, Jesse Garon Presley, sinh ra trước ông 35 phút, trong tình trạng chết lưu. Presley trở nên thân thiết với cả cha lẫn mẹ và dần hình thành một mối quan hệ đặc biệt thân thiết với mẹ của mình. Gia đình ông tham gia Hội chúng của Đức Chúa Trời, nơi ông tìm thấy nguồn cảm hứng âm nhạc ban đầu của mình.
Cha của Presley, Vernon, là người gốc Đức hoặc Scotland. Qua mẹ của mình, Presley là người Scotland gốc Ireland, với một số tổ tiên là người Pháp Norman. Mẹ ông, Gladys, và những người còn lại trong gia đình, tin rằng bà cố của bà, Morning Dove White, là người Cherokee; điều này đã được xác nhận bởi Riley Keough, cháu gái của Elvis vào năm 2017. Elaine Dundy, trong cuốn tiểu sử của mình, đã ủng hộ quan điểm này—mặc dù một nhà nghiên cứu phả hệ đã tranh cãi về nó. Gladys được người thân và bạn bè coi như thành viên xuyên suốt trong gia đình Presley.
Vernon chuyển sang làm công việc khác, gợi lên khát vọng nhỏ nhoi. Gia đình ông thường dựa vào sự giúp đỡ của hàng xóm và trợ cấp lương thực của chính phủ. Năm 1938, họ mất nhà sau khi Vernon bị kết tội gian lận séc do chủ đất và cũng là người sếp của ông tố cáo. Ông bị bỏ tù tám tháng, trong khi Gladys và Elvis chuyển đến sống với họ hàng.
Vào tháng 9 năm 1941, Presley vào học lớp một tại East Tupelo Consolidated, nơi các giáo viên xem ông ở "mức trung bình". Ông được khuyến khích tham gia một cuộc thi hát sau khi gây ấn tượng với giáo viên của mình bằng phần trình diễn bài hát đồng quê của Red Foley "Old Shep" trong những buổi cầu nguyện buổi sáng. Cuộc thi Mississippi–Alabama Fair and Dairy Show được tổ chức vào ngày 3 tháng 10 năm 1945, là buổi biểu diễn trước công chúng đầu tiên của ông. Presley lúc đó 10 tuổi ăn mặc như một chàng cao bồi; ông đứng trên ghế để với tới micrô và thể hiện lại "Old Shep". Ông xếp chung cuộc ở vị trí thứ năm. Vài tháng sau, Presley nhận được cây đàn guitar đầu tiên trong ngày sinh nhật của mình; ông đã hy vọng vào một cái gì đó khác—một chiếc xe đạp hoặc một khẩu súng trường. Một năm sau, ông bắt đầu học chơi guitar căn bản từ hai người chú và mục sư mới trong nhà thờ của gia đình. Presley nhớ lại, "Tôi cầm guitar, quan sát mọi người một chút và bắt đầu học chơi. Nhưng tôi sẽ không bao giờ hát trước đám đông. Tôi rất ngại về điều đó."
Tháng 9 năm 1946, Presley vào học lớp sáu trong ngôi trường mới, Milam; ông bị coi là một kẻ cô độc. Một năm sau, ông bắt đầu mang guitar đến trường hàng ngày. Ông chơi và hát trong giờ ăn trưa, và thường bị trêu chọc là một đứa trẻ "rác rưởi" chơi nhạc đồi trụy. Trong lúc đó, gia đình Presley đang sống trong một khu phố phần lớn là người da đen. Presley là một tín đồ cuồng nhiệt chương trình của Mississippi Slim trên đài phát thanh WELO. Ông bị em trai của Slim, một trong những người bạn học của Presley, miêu tả là "phát cuồng vì âm nhạc" và thường dẫn ông vào đài. Slim hướng dẫn guitar cho Presley bằng việc giải thích các kỹ thuật hợp âm. Khi Presley được mười hai tuổi, Slim đã lên lịch cho ông hai buổi biểu diễn trực tiếp trên sóng truyền hình. Presley đã vượt qua cơn sợ hãi sân khấu lần đầu tiên và đã thành công trong buổi biểu diễn thứ hai vào tuần sau.

#### Thời thanh thiếu niên ở Memphis
Vào tháng 11 năm 1948, gia đình chuyển đến Memphis, Tennessee. Sau khi sống gần một năm trong căn nhà trọ, họ được cấp một căn hộ hai phòng ngủ trong khu nhà ở công cộng được gọi là Lauderdale Courts. Ghi danh vào trường trung học L. C. Humes, Presley chỉ nhận được điểm C môn âm nhạc vào năm lớp tám. Khi giáo viên dạy nhạc của Presley nói rằng ông không có năng khiếu ca hát, ông đã mang cây đàn guitar của mình đến trường vào ngày hôm sau và hát một bản hit thời điểm đó, "Keep Them Cold Icy Fingers Off Me", để chứng minh điều ngược lại. Một người bạn cùng lớp sau đó kể lại rằng giáo viên "đồng ý rằng Elvis đã đúng khi bà không đánh giá cao giọng hát của ông". Ông thường rất nhút nhát khi biểu diễn trước công chúng, đôi khi bị bắt nạt bởi những người bạn cùng lớp và hay coi ông là "con trai của mẹ". Năm 1950, ông bắt đầu tập guitar thường xuyên dưới sự chỉ dạy của Lee Denson, một người hàng xóm lớn hơn ông hai tuổi rưỡi. Họ và ba cậu bé khác—bao gồm hai nghệ sĩ tiên phong của nhạc rock trong tương lai, anh em Dorsey và Johnny Burnette—đã thành lập một nhóm nhạc nghiệp dư thường xuyên chơi nhạc xung quanh khu nhà. Tháng 9 năm đó, ông bắt đầu làm việc như một người dẫn chỗ tại Nhà hát Loew State. Lần lượt sau đó là những công việc khác: Precision Tool, Loew và MARL Metal Products.
Trong những năm học cấp 2, Presley nổi bật hơn trong số các bạn trong lớp, phần lớn là do ngoại hình của mình: ông để tóc mai và tạo kiểu tóc bằng dầu hoa hồng và Vaseline. Khi rảnh rỗi, ông đi đến phố Beale, trung tâm của dòng nhạc blues hưng thịnh ở Memphis và hay nhìn chằm chằm vào bộ quần áo sặc sỡ, hoang dã của Lansky Brothers. Đến năm cuối cấp, ông đã được mặc bộ quần áo đó. Vượt qua sự dè dặt về việc biểu diễn ngoài Lauderdale Courts, ông tham gia chương trình thường niên "Minstrel" của Humes vào tháng 4 năm 1953. Hát và chơi guitar, ông mở màn với "Till I Waltz Again with You", một bản hit gần đây của Teresa Brewer. Presley nhớ lại rằng màn trình diễn đó đã giúp ích rất nhiều cho danh tiếng của ông: "Tôi không nổi tiếng ở trường ... Tôi thất bại trong âm nhạc—điều duy nhất mà tôi từng thất bại. Và sau đó họ đã chọn tôi trong chương trình tài năng này ... khi tôi lên sân khấu, tôi đã nghe thấy mọi người ầm ĩ và thì thầm, vân vân, vì chẳng ai biết tôi thậm chí còn hát. Thật ngạc nhiên khi tôi trở nên nổi tiếng như thế nào ở trường sau đó."
Presley, người không được đào tạo chính quy về âm nhạc và cũng không biết đọc nhạc lý, đã tự học và chơi bằng tai. Ông cũng thường xuyên lui tới các cửa hàng băng đĩa chuyên cung cấp máy hát tự động và quầy nghe nhạc cho khách hàng. Ông biết tất cả các bài hát của Hank Snow, ông rất yêu thích bài hát của các ca sĩ nhạc đồng quê như Roy Acuff, Ernest Tubb, Ted Daffan, Jimmie Rodgers, Jimmie Davis và Bob Wills. Ca sĩ nhạc phúc âm miền Nam Jake Hess, một trong những nghệ sĩ yêu thích của ông, là người có ảnh hưởng khá lớn đến cách hát ballad của Presley sau này. Ông là khán giả thường xuyên của buổi hát All-Night Singings tổ chức hàng tháng ở trung tâm thành phố, nơi nhiều nhóm nhạc phúc âm da trắng biểu diễn âm nhạc tâm linh người Mỹ gốc Phi. Ông cũng yêu thích âm nhạc của ca sĩ phúc âm da đen Sister Rosetta Tharpe. Giống như một số người đồng nghiệp của mình, Presley đến tham dự nhiều tụ điểm nhạc blues khác nhau ở miền Nam, nhưng chỉ vào những đêm dành riêng cho khán giả da trắng. Ông đã nghe nhiều đài phát thanh trong khu vực, chẳng hạn như WDIA-AM, chuyên phát nhạc soul, blues, những đoạn phách sau đầy mạnh mẽ và rhythm and blues. Nhiều bài hát sau này của ông được lấy cảm hứng từ các nhạc sĩ người Mỹ gốc Phi ở địa phương như Arthur Crudup và Rufus Thomas. B.B. King kể lại rằng ông đã biết đến Presley trước khi nổi tiếng khi cả hai đều thường đến phố Beale. Sau khi tốt nghiệp trung học vào tháng 6 năm 1953, Presley đã chọn âm nhạc là tương lai của mình.

### 1953–1956: Bản thu âm đầu tiên

#### Sam Phillips và Sun Records

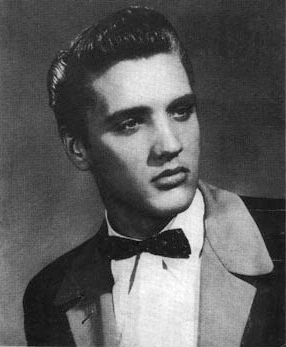
Presley trong bức ảnh quảng bá của Sun Records vào năm 1954

Vào tháng 8 năm 1953, Presley đến văn phòng của Sun Records. Ông muốn dành vài phút trong phòng thu để thu một đĩa acetate hai mặt: "My Happiness" và "That's When Your Heartaches Begin". Ông nói rằng nó sẽ là một món quà sinh nhật dành tặng cho mẹ mình, hoặc chỉ để quan tâm đến những gì ông "nghe có vẻ như". Mặc dù có một dịch vụ thu âm nghiệp dư giá rẻ hơn nhiều ở một cửa hàng tổng hợp gần đó, người viết tiểu sử Peter Guralnick cho rằng ông chọn Sun với hy vọng được phát hiện tài năng. Khi được người lễ tân Marion Keisker hỏi ông là ca sĩ thuộc thể loại nào, Presley trả lời: "Tôi hát được đủ mọi thể loại." Khi bà hỏi tiếp xem ông giống ai, Presley liên tục trả lời, "Tôi không giống ai cả." Sau khi Presley thu âm xong, ông chủ của Sun, Sam Phillips đã yêu cầu Keisker ghi lại tên chàng trai trẻ, từ đó bà có lời bình luận: "Ca sĩ ballad hay nhất. Hãy giữ lại."
Vào tháng 1 năm 1954, Presley thu đĩa acetate thứ hai tại Sun Records—"I'll Never Stand in Your Way" và "It Wouldn't Be the Same Without You". Không lâu sau đó, ông thất bại trong một buổi thử giọng cho nhóm hát tứ tấu địa phương, Songfellows. Ông giải thích với cha mình, "Họ nói với con rằng con không thể hát." Thành viên Songfellow Jim Hamill sau này giải thích rằng đã từ chối Presley vì ông không thể hòa nhịp được vào thời điểm đó. Vào tháng 4, Presley bắt đầu làm việc cho công ty Crown Electric với vị trí tài xế xe tải. Bạn của ông Ronnie Smith, sau khi chơi một vài hợp đồng biểu diễn ở địa phương cùng với Presley, đã đề nghị ông liên hệ với Eddie Bond, thủ lĩnh ban nhạc chuyên nghiệp của Smith, nơi đang tìm kiếm một ca sĩ. Bond đã từ chối ông sau khi thử giọng, khuyên Presley nên tiếp tục lái xe tải "bởi vì cậu sẽ không bao giờ trở thành ca sĩ".
Trong khi đó, Phillips luôn tìm kiếm người có thể mang đến cho khán giả đại chúng âm nhạc của những nhạc sĩ da màu mà Sun đang hướng tới. Như Keisker đã tường thuật, "Tôi nhớ Sam đã nói, 'Nếu tôi có thể tìm được một người da trắng có âm hưởng và cảm xúc của người da đen, tôi có thể kiếm được một tỷ đô la.'" Vào tháng 6, ông có được bản thu thử ca khúc ballad của Jimmy Sweeney, "Without You", mà ông nghĩ có thể phù hợp với một ca sĩ tuổi teen. Presley đã đến phòng thu nhưng không thể thực hiện hoàn chỉnh. Mặc dù vậy, Phillips đã yêu cầu Presley hát nhiều bài nhất mà mình biết. Ông đã rất kinh ngạc với những gì mình vừa nghe được và mời hai nhạc công địa phương, tay guitar Winfield "Scotty" Moore và tay contrebasse Bill Black, làm việc cùng với Presley trong một buổi thu âm.
Buổi thu âm được tổ chức vào tối ngày 5 tháng 7, diễn ra mà không đạt được gì cho đến tận đêm muộn. Khi họ chuẩn bị xong việc và trở về nhà, Presley lấy cây đàn guitar của mình và thể hiện bài hát blues năm 1946, "That’s All Right" của Arthur Crudup. Moore nhớ lại, "Đột nhiên, Elvis bắt đầu hát bài hát này, nhảy xung quanh và làm trò ngu ngốc, sau đó Bill lấy cây bass của mình, anh ấy cũng bắt đầu làm trò ngu ngốc, và tôi cũng bắt đầu tham gia cùng với họ. Sam, theo tôi nghĩ, đã mở cửa buồng điều khiển ... ông ấy thò đầu ra và nói, 'Các cậu đang làm gì vậy?' Và chúng tôi đáp, 'Chúng tôi không biết.' 'Chà, thế sao', ông ấy nói, 'hãy cố gắng tìm một nơi để bắt đầu và làm lại.'" Phillips nhanh chóng bắt đầu thu âm lại; đây chính là thứ âm nhạc mà ông đang tìm kiếm. Ba ngày sau, DJ nổi tiếng ở Memphis Dewey Phillips đã chơi "That’s All Right" trên chương trình Red, Hot, and Blue của mình. Người nghe bắt đầu gọi điện, háo hức muốn biết xem người ca sĩ đó là ai. Sự quan tâm nhiều đến mức Phillips đã sử dụng ca khúc này liên tục trong hai giờ còn lại của chương trình. Trực tiếp phỏng vấn Presley, Phillips hỏi ông từng học trường trung học nào để làm rõ màu da của ông khi nhiều người gọi cho rằng ông là người da đen. Trong vài ngày tiếp theo, bộ ba đã thu một bản bluegrass, "Blue Moon of Kentucky" của Bill Monroe, một lần nữa sử dụng hiệu ứng tiếng vang mà họ đã ngẫu hứng tạo ra. Một đĩa đơn gồm "That’s All Right" ở mặt A và "Blue Moon of Kentucky" ở mặt B.

#### Buổi biểu diễn trực tiếp đầu tiên và hợp đồng với RCA Victor
Bộ ba chơi nhạc công khai lần đầu tiên vào ngày 17 tháng 7 tại câu lạc bộ Bon Air—Presley vẫn sử dụng cây đàn guitar cỡ nhỏ của mình. Vào cuối tháng, họ xuất hiện tại Overton Park Shell, với sự chú ý của Slim Whitman. Sự kết hợp giữa nhịp điệu mạnh mẽ và cảm xúc hồi hộp khi chơi trước đám đông đã khiến Presley run chân khi ông biểu diễn; chiến quần ống rộng Presley đang mặc đã làm bật lên các chuyển động của ông, nhiều người phụ nữ trẻ bắt đầu hò hét. Moore nhớ lại, "Trong phần chơi nhạc cụ, anh ấy bước lùi xuống, bắt đầu chơi và lắc lư, đám đông trở nên điên cuồng". Black đã gảy những tiếng đàn đầy ấn tượng mà sau này Presley nhớ lại "thực sự đó là một âm thanh hoang dã, giống như tiếng trống rừng hay gì đó". Ngay sau đó, Moore và Black rời ban nhạc cũ của họ, Starlite Wranglers, để chơi cùng Presley thường xuyên hơn, và DJ/người quảng bá Bob Neal trở thành quản lý của bộ ba. Từ tháng 8 đến tháng 10, họ chơi nhạc thường xuyên tại câu lạc bộ Eagle's Nest và quay lại Sun Studio để thu âm, Presley dần tự tin hơn trên sân khấu. Theo Moore, "Các chuyển động của anh ấy là một lẽ tự nhiên, nhưng anh ấy cũng rất ý thức về những gì sẽ xảy đến. Presley sẽ làm điều gì đó một lần và sau đó sẽ nhanh chóng phát triển nó." Presley có lần xuất hiện duy nhất của mình trên sân khấu Grand Ole Opry tại Nashville vào ngày 2 tháng 10; sau phản ứng lịch sự của một khán giả, Jim Denny, người quản lý Opry nói với Phillips rằng ca sĩ của ông "không tệ" nhưng không phù hợp với chương trình.

#### Louisiana Hayride, quảng cáo trên đài phát thanh và buổi biểu diễn trên truyền hình đầu tiên
Vào tháng 11 năm 1954, Presley biểu diễn tại Louisiana Hayride—đối thủ của Opry. Chương trình diễn ra tại Shreveport đã được phát sóng tới 198 đài phát thanh ở 28 tiểu bang. Presley đã gây tắt tiếng ngay trong bài hát đầu tiên. Bài hát thứ hai sáng sủa và tràn đầy năng lượng hơn đã nhận sự hưởng ứng nhiệt tình. Tay trống D. J. Fontana mang đến một yếu tố mới, bổ sung cho các chuyển động của Presley bằng những nhịp có trọng âm mà ông đã thành thạo khi chơi trong nhiều câu lạc bộ thoát y. Ngay sau chương trình, Hayride cùng với Presley đã xuất hiện biểu diễn vào mỗi tối thứ bảy của một năm. Sau khi bán cây đàn cũ của mình với giá 8 đô la, ông mua một nhạc cụ Martin với giá 175 đô la, và bộ ba bắt đầu chơi nhạc tại nhiều địa phương khác nhau, bao gồm Houston, Texas và Texarkana, Arkansas.
Nhiều nghệ sĩ trẻ, như Minnie Pearl, Johnny Horton và Johnny Cash, đã hát ca ngợi nhà tài trợ của Louisiana Hayride, Southern Maid Donuts, bao gồm cả Elvis Presley, người đã phát triển tình yêu trọn đời với bánh vòng. Presley đã thực hiện quảng cáo cho sản phẩm duy nhất của mình đối với công ty bánh vòng bằng việc thu một đoạn lặp âm trên đài phát thanh, "để đổi lấy một hộp bánh vòng tráng men nóng."
Elvis xuất hiện trên truyền hình lần đầu tiên ở kênh KSLA-TV của Louisiana Hayride. Ngay sau đó, ông đã thất bại trong một buổi thử giọng cho chương trình Arthur Godfrey's Talent Scouts trên mạng truyền hình CBS. Đến đầu năm 1955, sự xuất hiện thường xuyên của Presley trên Hayride, những chuyến lưu diễn liên tục và những ca khúc được đón nhận nồng nhiệt đã khiến ông trở thành một ngôi sao trong khu vực, từ Tennessee đến Tây Texas. Vào tháng 1, Neal ký hợp đồng quản lý chính thức với Presley và đưa ông đến gặp Colonel Tom Parker, người mà ông coi là người quảng bá tốt nhất trong ngành kinh doanh âm nhạc. Parker—người tự nhận đến từ Tây Virginia (nhưng ông thực sự là người Hà Lan)—đã được phong hàm đại tá danh dự từ ca sĩ nhạc đồng quê và đã trở thành thống đốc bang Louisiana Jimmie Davis. Sau khi trở thành quản lý ngôi sao nhạc đồng quê hàng đầu Eddy Arnold, Parker đã làm việc với ca sĩ nhạc đồng quê mới, Hank Snow. Parker đã đặt chỗ cho Presley trong chuyến lưu diễn vào tháng hai của Snow. Khi chuyến lưu diễn đi đến Odessa, Texas, Roy Orbison 19 tuổi, lần đầu tiên nhìn thấy Presley đã hốt lên: "Năng lượng của anh ấy thật đáng kinh ngạc, tài năng của anh ấy thật tuyệt vời ... Tôi không biết phải làm thế nào. Chỉ là không có điểm tựa nào trong văn hóa để so sánh với nó." Đến tháng 8, Sun đã phát hành mười mặt bài hát có tên "Elvis Presley, Scotty and Bill"; với các ca khúc mới nhất mà bộ ba đã tham gia thu âm cùng một tay trống. Một số bài hát, như "That’s All Right", nằm trong cái mà một nhà báo Memphis mô tả là "thành ngữ R&B của nhạc jazz Negro"; những bài hát khác, chẳng hạn như "Blue Moon of Kentucky", là "nhiều hơn trong một lĩnh vực nhạc đồng quê", "nhưng có một sự pha trộn kỳ lạ giữa hai dòng nhạc khác nhau". Sự pha trộn giữa các phong cách này khiến âm nhạc của Presley rất khó được phát sóng trên đài phát thanh. Theo Neal, nhiều DJ đồng quê không chơi nó vì nghe quá giống một nghệ sĩ da đen và không một đài phát nhạc blues nào chọn bài hát của ông cũng vì lý do tương tự. Nó được gọi là rockabilly. Vào thời điểm đó, Presley được mệnh danh là "Ông hoàng Western Bop", "Chú mèo Hillbilly" và "The Memphis Flash".
Presley gia hạn hợp đồng quản lý của Neal vào tháng 8 năm 1955, đồng thời bổ nhiệm Parker làm người đại diện đặc biệt cho mình. Nhóm duy trì lịch trình lưu diễn dày đặc suốt nửa cuối năm. Neal nhớ lại, "Nó gần như rất đáng sợ, phản ứng đối với Elvis từ những cậu bé tuổi teen. Rất nhiều người trong số họ, một số ghen tị, thực tế sẽ ghét anh ấy. Có những trường hợp ở một số thị trấn ở Texas, chúng tôi phải chắc chắn có cảnh sát bảo vệ vì ai đó sẽ luôn cố gắng truy sát anh ấy. Họ sẽ lập một băng đảng và cố gắng giết anh ấy hoặc thứ gì đó tương tự." Bộ ba đã trở thành bộ tứ khi tay trống Fontana tham gia nhóm. Vào giữa tháng 10, họ đã có một vài buổi biểu diễn nhằm ủng hộ Bill Haley, chủ nhân ca khúc "Rock Around the Clock" đã đạt vị trí quán quân vào năm trước. Haley quan sát thấy Presley có sự nhịp nhàng tự nhiên và khuyên ông nên ít hát ballad hơn.
Tại Country Disc Jockey Convention vào đầu tháng 11, Presley được bình chọn là nam nghệ sĩ triển vọng của năm. Một số công ty thu âm đã để ý đến việc ký hợp đồng với ông. Sau khi ba hãng đĩa lớn đưa ra lời đề nghị lên đến 25.000 đô la, Parker và Phillips đã ký một thỏa thuận với RCA Victor vào ngày 21 tháng 11 để có được hợp đồng của Presley với mức giá chưa từng có 40.000 đô la. Presley, ở tuổi 20, vẫn còn ở tuổi vị thành niên, vì vậy cha ông đã thay mặt ký hợp đồng. Parker đã sắp xếp cuộc gặp mặt với chủ sở hữu của Hill & Range Publishing, Jean và Julian Aberbach nhằm mục đích lập ra hai công ty con, Elvis Presley Music và Gladys Music, xử lý tất cả những tài liệu liên quan đến Presley. Các nhạc sĩ có nghĩa vụ từ bỏ một phần ba số tiền bản quyền thông thường đổi lấy việc ông sẽ biểu diễn các sáng tác của họ. Đến tháng 12, RCA bắt đầu quảng bá rầm rộ cho ca sĩ mới của mình và trước cuối tháng đã phát hành lại nhiều ca khúc của Presley khi còn ở Sun.

### 1956–1958: Đột phá thương mại và tranh cãi

#### Xuất hiện lần đầu tiên trên sóng truyền hình quốc gia và album đầu tay
Vào ngày 10 tháng 1 năm 1956, Presley bắt tay thực hiện sản phẩm đầu tiên của mình cho RCA ở Nashville. Bên cạnh Presley cho đến nay vẫn là Moore, Black, Fontana và nghệ sĩ dương cầm Floyd Cramer—người đã từng biểu diễn tại các buổi hẹn hò trực tiếp cùng với Presley—RCA đã chiêu mộ nghệ sĩ guitar Chet Atkins và ba ca sĩ hát nền, bao gồm Gordon Stoker vào nhóm tứ tấu Jordanaires nổi tiếng, cùng nhau sản xuất nhạc. Ca khúc "Heartbreak Hotel" đầy tâm trạng, bất ổn, được phát hành dưới dạng đĩa đơn vào ngày 27 tháng 1. Parker đưa Presley lên sóng truyền hình quốc gia, trên Stage Show của CBS với sáu lần xuất hiện trong hai tháng. Chương trình được sản xuất tại New York và tổ chức luân phiên các tuần bởi các thủ lĩnh ban nhạc lớn và anh em Tommy và Jimmy Dorsey. Sau lần xuất hiện đầu tiên, vào ngày 28 tháng 1, Presley thu âm tại phòng thu của RCA ở New York. Ông đã thu được tám bài hát, bao gồm bản cover bài hát rockabilly nổi tiếng "Blue Suede Shoes" của Carl Perkins. Vào tháng 2, "I Forgot to Remember to Forget" của Presley, một bản thu âm của Presley khi còn ở Sun phát hành vào tháng 8 trước đó, đã đạt vị trí quán quân trên bảng xếp hạng nhạc đồng quê của Billboard. Hợp đồng với Neal chấm dứt, và vào ngày 2 tháng 3, Parker trở thành người quản lý của Presley.
RCA phát hành album đầu tay cùng tên của Presley vào ngày 23 tháng 3. Cùng với năm bài hát chưa được phát hành trước đó từ Sun, cả bảy ca khúc nằm trong album thuộc rất nhiều thể loại. Có hai bài hát đồng quê và một bài điệu pop vui nhộn. Nhiều người nhận xét về đĩa đơn chính: "Blue Suede Shoes" - "một sự cải tiến hơn so với Perkins về mọi mặt", theo nhà phê bình Robert Hilburn—và ba bài R&B trong album của Presley là một phần cho một số bản cover của Little Richard, Ray Charles và The Drifters. Theo mô tả của Hilburn, đây "là những điều tiết lộ tuyệt vời nhất. Không giống như nhiều nghệ sĩ da trắng khác ... những người đã làm giảm bớt những góc cạnh thô kệch của các bản R&B trong thập niên 50, Presley đã định hình lại chúng. Anh ấy không chỉ thêm vào các giai điệu cùng với đặc điểm giọng hát của mình mà còn có guitar, chứ không phải piano, nhạc cụ chủ đạo trong những bản nhạc trước đó." Nó đã trở thành album nhạc rock and roll đầu tiên đứng đầu bảng xếp hạng Billboard, vị trí mà nó đã nắm giữ trong 10 tuần. Trong khi Presley không phải là một nghệ sĩ guitar có tính sáng tạo như Moore hay các ca sĩ nhạc rock người Mỹ gốc Phi đương đại như Bo Diddley và Chuck Berry, nhà sử học văn hóa Gilbert B. Rodman thì cho rằng hình ảnh bìa của album thể hiện, "Elvis đã có quãng thời gian sống trên sân khấu với cây đàn guitar trên tay và đóng một vai trò quan trọng trong việc định hình cây đàn ... như một nhạc cụ biểu hiện rõ nhất phong cách và tinh thần của dòng nhạc mới này."

#### Milton Berle Showvà "Hound Dog"

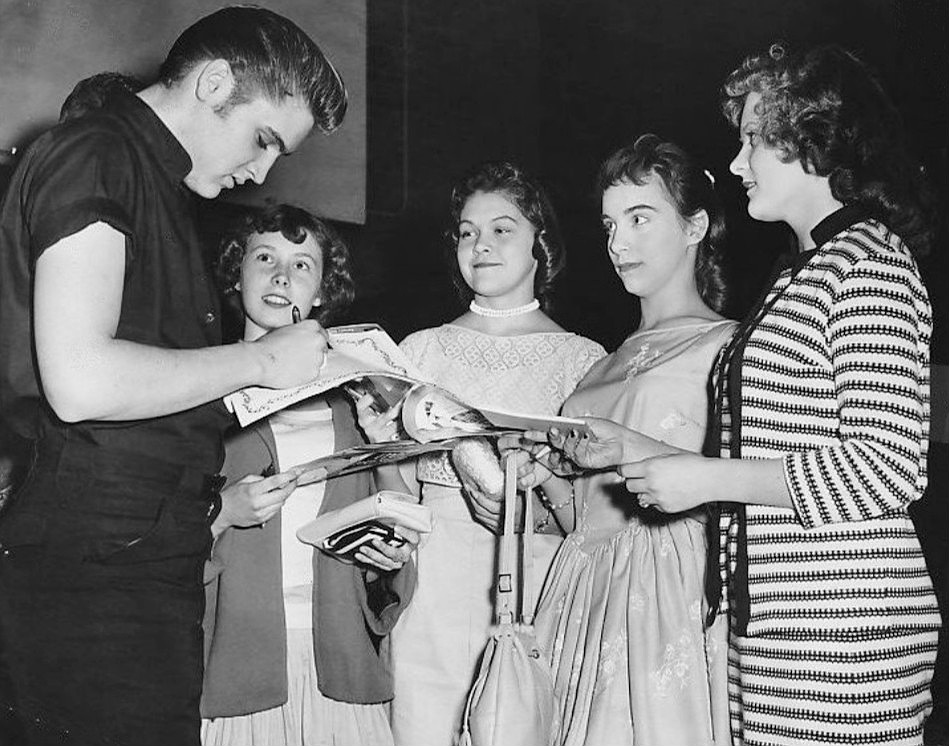
Presley ký tặng ảnh ở Minneapolis năm 1956

Vào ngày 3 tháng 4, Presley xuất hiện lần đầu tiên trên Milton Berle Show của NBC. Màn trình diễn của ông trên boong tàu USS Hancock ở San Diego, California, khiến các thủy thủ trên tàu cổ vũ và hò hét nồng nhiệt. Vài ngày sau, một chuyến bay đưa Presley và ban nhạc của ông đến Nashville để thu âm đã khiến cả ba người đều bị chấn động mạnh khi một động cơ bị chết máy và chiếc máy bay phải hạ cánh khẩn cấp xuống vùng Arkansas. Mười hai tuần sau khi phát hành, "Heartbreak Hotel" trở thành bản hit nhạc pop quán quân đầu tiên của Presley. Vào cuối tháng 4, Presley tổ chức buổi hòa nhạc cư trú trong hai tuần tại Khách sạn và Sòng bạc New Frontier trên Dải Las Vegas. Một nhà phê bình của Newsweek viết rằng buổi biểu diễn đã được đón nhận một cách dè dặt từ những vị khách trung niên ở khách sạn—"giống như bình rượu ngô trong một bữa tiệc sâm panh". Sau buổi diễn Vegas, Presley, người có hoài bão diễn xuất nghiêm túc, đã ký hợp đồng trong bảy năm với Paramount Pictures. Ông bắt đầu chuyến lưu diễn vòng quanh vùng Trung Tây vào giữa tháng 5, đi qua 15 thành phố trong nhiều ngày. Ông đã tham dự một số buổi biểu diễn của Freddie Bell and the Bellboys ở Vegas và bị ấn tượng bởi bản cover "Hound Dog" của họ, một bản hit vào năm 1953 của ca sĩ nhạc blues Big Mama Thornton do Jerry Leiber và Mike Stoller sáng tác. Sau buổi biểu diễn ở La Crosse, Wisconsin, một thông báo khẩn trên tiêu đề một tờ báo của giáo phận Công giáo địa phương đã được gửi đến giám đốc FBI J. Edgar Hoover. Nó cảnh báo rằng "Presley là một mối nguy hiểm đối với an ninh của Hoa Kỳ. ... Những hành động của [anh ta] như để khơi dậy ham muốn tình dục của thanh thiếu niên. ... Sau buổi diễn, hơn 1.000 thanh thiếu niên đã cố gắng xông vào phòng riêng của Presley. ... Dấu hiệu cho thấy tác hại mà Presley đã gây ra ở La Crosse là hai nữ sinh trung học ... mà bụng và đùi có chữ ký của Presley."
Lần xuất hiện thứ hai trên Milton Berle Show diễn ra vào ngày 5 tháng 6 tại trường quay của NBC ở Hollywood, trong khi vẫn đang thực hiện chuyến lưu diễn. Berle thuyết phục Presley để lại cây đàn của mình ở hậu trường, khuyên: "Hãy để chúng gặp con, con trai." Trong buổi biểu diễn, Presley đột ngột dừng màn trình diễn uptempo của "Hound Dog" bằng một cái vẫy tay và giới thiệu một phiên bản chậm rãi hơn, được nhấn nhá bằng những chuyển động cơ thể cường điệu, tràn đầy năng lượng. Sự trở lại này của Presley đã gây ra một cơn bão tranh cãi. Nhiều nhà phê bình truyền hình đều tỏ ra phẫn nộ: Jack Gould của The New York Times viết, "Ông Presley không có năng lực ca hát rõ ràng ... Cách phân nhịp của Presley là sự rập khuôn của người mới học hát trong nhà tắm. ... Sở trường của anh ta là những chuyển động cơ thể rõ nét ... giống những tiết mục của các cô nàng tóc vàng trong buổi diễn thoát y nghệ thuật." Ben Gross của New York Daily News cho rằng âm nhạc đại chúng đã "chạm đáy thấp nhất với những trò 'gào rống, rên rỉ' của Elvis Presley ... Elvis lắc hông ... trông rất dâm tục, nhuốm màu dục vọng, thứ lẽ ra chỉ nên thấy ở những nơi như quán bar hoặc nhà chứa". Ed Sullivan, người sở hữu chương trình tạp kỹ nổi tiếng nhất quốc gia, nói rằng Presley "không thích hợp để gia đình xem". Trước sự tức giận mà mọi người dành cho mình, ông sớm nhận ra mình bị mỉa mai là "Elvis the Pelvis", mà ông gọi nó là "một trong những điều trẻ con nhất mà tôi từng nghe, giống như từ một người lớn."

#### Steve Allen Show và lần xuất hiện đầu tiên trên Sullivan

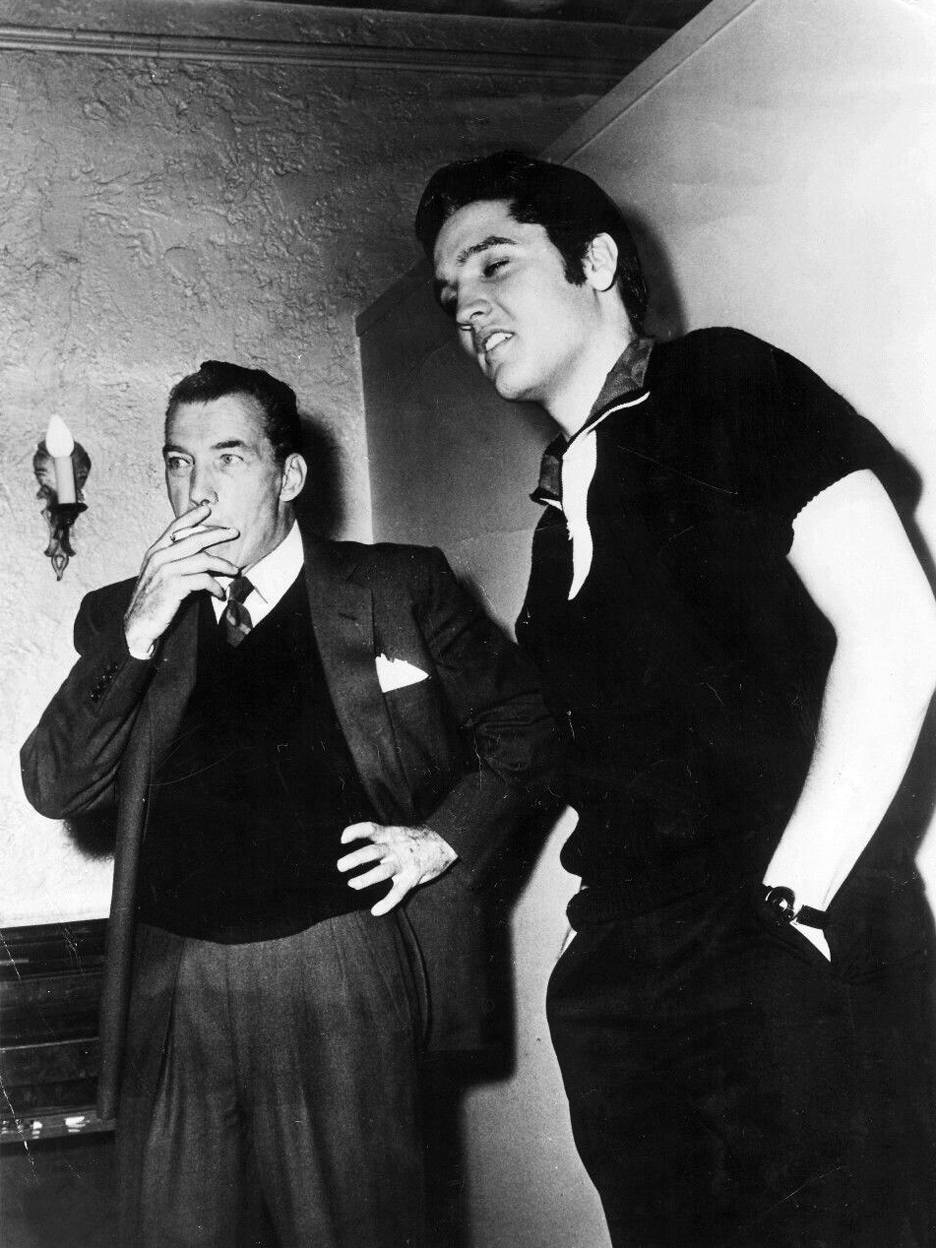
Ed Sullivan (trái) và Presley (phải) trong buổi tổng duyệt cho lần xuất hiện thứ hai trên The Ed Sullivan Show vào ngày 26 tháng 10 năm 1956

Các chương trình Berle đã thu hút chỉ số xếp hạng cao đến nỗi Presley đã được đặt cách xuất hiện trên Steve Allen Show của NBC ở New York vào ngày 1 tháng 7. Allen, vốn không phải người hâm mộ rock and roll, đã giới thiệu một "Elvis mới" với chiếc nơ trắng và vạt áo đen. Presley đã hát "Hound Dog" chưa đầy một phút cho một chú chó săn chân lùn đội mũ chóp và thắt nơ. Theo mô tả của nhà sử học truyền hình Jake Austen, "Allen nghĩ Presley là một kẻ vô tài và ngớ ngẩn ... [anh ấy] sắp đặt mọi thứ để Presley thể hiện ý kiến của mình". Allen sau đó viết rằng ông nhận thấy "sức hút kỳ lạ, quê mùa, nét láu lỉnh khó cưỡng và sự lập dị quyến rũ đầy sức hút" của Presley và chỉ đơn giản là muốn ông trở thành "kết cấu hài kịch" của chương trình. Ngay trước buổi tổng duyệt cuối cùng cho chương trình, Presley đã nói với một phóng viên, "Tôi đang tạm dừng chương trình này. Tôi không muốn làm bất cứ điều gì khiến mọi người không thích tôi. Tôi nghĩ TV rất quan trọng nên tôi sẽ tiếp tục, nhưng tôi sẽ không thể bộc lộ cá tính của mình ra bên ngoài." Presley coi buổi biểu diễn tại Allen là màn trình diễn lố bịch nhất trong sự nghiệp của mình. Cuối đêm đó, ông xuất hiện trên Hy Gardner Calling, một chương trình truyền hình địa phương nổi tiếng. Khi nhắc đến việc liệu ông có rút ra kinh nghiệm gì từ những lời chỉ trích mà ông đang phải hứng chịu hay không, Presley đã trả lời: "Không, tôi chưa có, tôi không cảm thấy như mình đang làm bất cứ điều gì sai trái. ... Tôi không thấy bất kỳ loại âm nhạc nào sẽ có những ảnh hưởng xấu nào đến mọi người khi nó chỉ là âm nhạc. ... Ý tôi là, làm thế nào mà nhạc rock 'n' roll có thể khiến bất cứ ai phản đối cha mẹ họ?"
Ngày hôm sau, Presley thu âm "Hound Dog", "Any Way You Want Me" và "Don't Be Cruel". The Jordanaires đã tham gia hát hòa âm, như họ đã thực hiện trong The Steve Allen Show; họ làm việc cùng với Presley trong suốt những năm 1960. Vài ngày sau, Presley xuất hiện trong một buổi hòa nhạc ngoài trời ở Memphis, tại đây ông tuyên bố, "Bạn biết đấy, những người ở New York sẽ không thể thay đổi tôi. Tôi sẽ cho bạn thấy Elvis thực sự là như thế nào đêm nay." Vào tháng 8, một thẩm phán ở Jacksonville, Florida, đã ra lệnh cho Presley kiềm chế hành động của mình. Trong suốt màn trình diễn sau đó, ông hầu như giữ yên, ngoại trừ việc ngọ nguậy ngón tay út của mình để chế nhạo mệnh lệnh. Đĩa đơn đôi "Don't Be Cruel" với "Hound Dog" đã đứng vị trí đầu bảng xếp hạng trong 11 tuần—một kỷ lục khó có thể bị vượt qua trong 36 năm. Buổi thu âm cho album thứ hai của Presley đã diễn ra tại Hollywood trong tuần đầu tiên của tháng 9. Leiber và Stoller, tác giả của "Hound Dog", đã sáng tác "Love Me".
Lần đầu tiên chương trình của Allen với Presley đã đánh bại Ed Sullivan Show của CBS về thứ tự xếp hạng. Sullivan, mặc dù chỉ trích Presley vào tháng 6, đã đặt ba lần xuất hiện cho Presley với mức giá chưa từng có 50.000 đô la. Lần xuất hiện đầu tiên vào ngày 9 tháng 9 năm 1956, có khoảng 60 triệu người xem—chiếm kỷ lục 82,6% khán giả truyền hình. Nam diễn viên Charles Laughton dẫn chương trình, thay thế cho Sullivan đang phải hồi phục sau tai nạn xe hơi. Presley đã xuất hiện trong hai đêm tại CBS Television City ở Los Angeles. Theo đó, Presley chỉ quay từ vùng thắt lưng trở lên. Khi xem các clip về buổi trình diễn tại Allen và Berle cùng với nhà sản xuất của ông, Sullivan đã đoán rằng Presley "có một loại thiết bị nào đó treo dưới đũng quần của anh ta—vì vậy khi anh ta di chuyển chân qua lại, bạn có thể nhìn thấy hình bóng dương vật của anh ta. ... Tôi nghĩ đó là một chai Coke. ... Chúng tôi không thể chấp nhận điều này trong một đêm chủ nhật. Đây là một chương trình gia đình!" Sullivan công khai nói với TV Guide, "đối với các chuyển động của anh ta, toàn bộ sự việc có thể được kiểm soát bằng hình chụp từ máy ảnh." Thực tế, Presley đã trực tiếp thể hiện trong chương trình đầu tiên và thứ hai của mình. Mặc dù việc quay phim diễn ra tương đối kín đáo trong lần đầu tiên, với những cảnh quay cận cảnh che giấu chân khi ông nhảy, khán giả trường quay đã phản ứng theo cách thông thường: la hét. Màn trình diễn đĩa đơn sắp ra mắt của Presley, bản ballad "Love Me Tender", đã phá vỡ kỷ lục hàng triệu đơn đặt hàng trước. Hơn bất kỳ sự kiện đơn lẻ nào khác trước đó, chính lần xuất hiện đầu tiên trên The Ed Sullivan Show đã khiến Presley trở nên nổi tiếng toàn quốc.
Cùng với sự nổi tiếng của Presley, một sự chuyển biến văn hóa đã diễn ra mà chính ông là người truyền cảm hứng và trở thành biểu tượng. Nhà sử học Marty Jezer đã viết "cơn sốt nhạc pop lớn nhất kể từ sau Glenn Miller và Frank Sinatra ... Presley đã đưa rock'n'roll trở thành dòng chảy chính của văn hóa đại chúng". "Khi Presley tự mình thiết lập những bước đi nghệ thuật, các nghệ sĩ khác cũng dõi theo. ... Presley, hơn ai hết, đã mang đến cho giới trẻ niềm tin vào bản thân về một thế hệ khác biệt và thống nhất—những người đầu tiên ở Mỹ cảm nhận được sức mạnh của một nền văn hóa thanh niên tổng hợp."

#### Đám đông cuồng nhiệt và bộ phim đầu tay

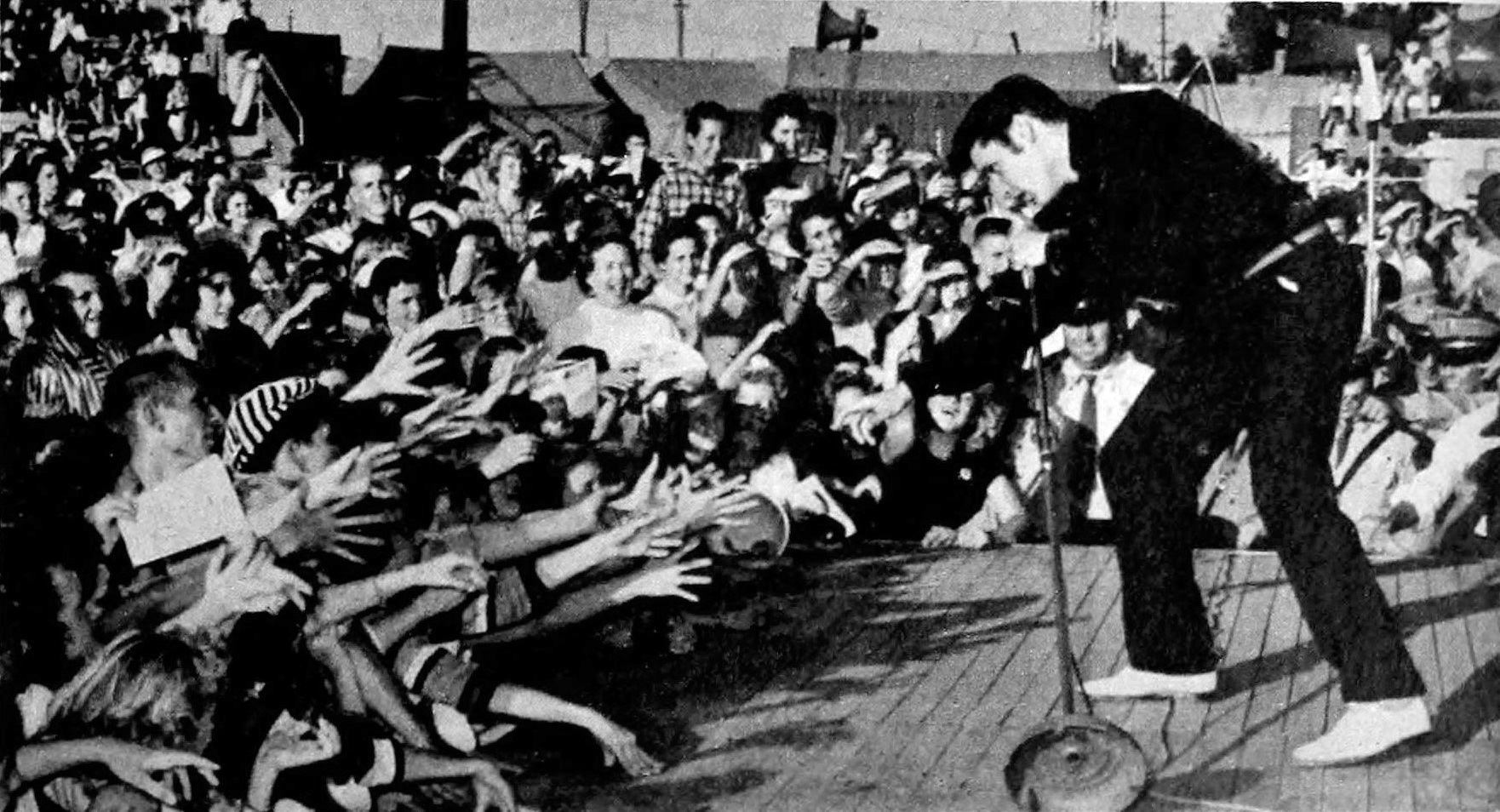
Presley biểu diễn trực tiếp tại Mississippi-Alabama Fairgrounds ở Tupelo vào ngày 26 tháng 9 năm 1956

Phản ứng của khán giả tại các buổi biểu diễn trực tiếp của Presley ngày càng trở nên phát sốt. Moore nhớ lại, "Anh ấy bắt đầu, 'Bạn không là gì mà phải là một Hound Dog' và họ phân thành từng mảnh. Họ sẽ luôn phản ứng theo cùng một cách. Sẽ diễn ra một cuộc bạo động ở mọi lúc." Tại hai buổi hòa nhạc mà ông đã biểu diễn vào tháng 9 tại Mississippi-Alabama Fair and Dairy Show, 50 người thuộc Vệ binh Quốc gia đã được bổ sung vào lực lượng an ninh của cảnh sát nhằm đảm bảo rằng đám đông sẽ không gây náo loạn. Elvis, album thứ hai của Presley, được phát hành vào tháng 10 và nhanh chóng vươn lên vị trí số một trên Billboard. Album bao gồm "Old Shep", mà ông từng hát trong buổi biểu diễn tài năng năm 1945, đánh dấu lần đầu tiên ông chơi piano cho RCA. Theo Guralnick, một người có thể nghe thấy "trong những hợp âm ngắt quãng, nhịp điệu có phần vấp váp và sự đánh giá không thể nhầm lẫn của cảm xúc so với kỹ thuật." Đánh giá tác động âm nhạc và văn hóa của các ca khúc từ "That's All Right" trong Elvis, nhà phê bình nhạc rock Dave Marsh đã viết rằng "những đĩa nhạc này, hơn bất kỳ đĩa nhạc nào khác, chứa đựng những mầm mống của thể loại nhạc rock & roll đã, đang và rất có thể là thứ mà nó định hình một cách rõ ràng."
Presley trở lại Sullivan Show tại trường quay chính của nó ở New York, được tổ chức vào ngày 28 tháng 10. Sau buổi biểu diễn, đám đông ở Nashville và St. Louis đã đốt cháy hình nộm của ông. Bộ phim điện ảnh đầu tiên của ông, Love Me Tender, được phát hành vào ngày 21 tháng 11. Tựa gốc của bộ phim—The Reno Brothers— đã được thay đổi để tận dụng kỷ lục quán quân mới nhất của ông: "Love Me Tender" đã đứng đầu bảng xếp hạng vào đầu tháng đó. Để tận dụng thêm sức hút của Presley, bốn vở nhạc kịch đã được thêm vào những gì ban đầu chỉ là một vai diễn trực tiếp. Phim bị giới phê bình chỉ trích nhưng lại đạt doanh thu phòng vé rất cao. Presley sẽ nhận được khoản thù lao cao nhất cho mỗi bộ phim mà ông tham gia sau này.
Vào ngày 4 tháng 12, Presley đã trở lại Sun Records nơi Carl Perkins và Jerry Lee Lewis đang thu âm và có một buổi biểu diễn ngẫu hứng cùng với Johnny Cash. Mặc dù Phillips không còn có quyền phát hành bất kỳ tác phẩm âm nhạc nào của Presley, ông nói rằng buổi thu âm sẽ được ghi lại vào băng. Kết quả, không có bản thu nào được phát hành chính thức trong 25 năm, được biết đến là "Million Dollar Quartet". Kết thúc năm với một câu chuyện trên trang nhất tờ The Wall Street Journal báo cáo rằng các sản phẩm liên quan đến Presley đã thu về 22 triệu đô la nhờ doanh số kỷ lục của ông, Billboard tuyên bố rằng ông có nhiều bài hát nằm trong top 100 hơn bất kỳ nghệ sĩ nào khác kể từ khi các bài hát được xếp hạng lần đầu tiên. Trong năm đầu tiên làm việc tại RCA, một trong những công ty lớn nhất của ngành công nghiệp âm nhạc, Presley đã chiếm hơn 50% doanh số bán đĩa của hãng.

#### Sự hợp tác với Leiber và Stoller, thông báo quân dịch
Presley xuất hiện lần thứ ba và cũng là lần cuối cùng xuất hiện trên Ed Sullivan Show vào ngày 6 tháng 1 năm 1957—lần này, các cảnh quay chỉ đến thắt lưng. Một số nhà bình luận tuyên bố rằng Parker đã bố trí sự xuất hiện của kiểm duyệt để tạo ra sự công khai. Sau sự kiện này, nhà phê bình Greil Marcus mô tả Presley "đã không tự trói buộc mình. Từ bỏ bộ quần áo ôn tồn mà anh đã mặc trong hai chương trình đầu tiên, anh bước ra trong bộ trang phục kỳ dị của một tổng trấn, nếu không phải là một cô nàng trong hậu cung. Từ trang điểm cho đôi mắt, mái tóc xõa trên gương mặt, khuôn miệng vô cùng gợi cảm, anh ấy như đang đóng vai Rudolph Valentino trong The Sheik, với tất cả những góc chết." Để kết thúc, thể hiện tầm ảnh hưởng của mình và chấp nhận mong muốn của Sullivan, Presley đã hát ca khúc mang tinh thần nhẹ nhàng, "Peace in the Valley". Cuối chương trình, Sullivan tuyên bố Presley là "một chàng trai tốt, đàng hoàng thực sự". Hai ngày sau, ban soạn thảo Memphis thông báo rằng Presley được xếp loại 1-A và có thể sẽ thực hiện chế độ quân dịch vào năm đó.
Mỗi đĩa đơn trong số ba đĩa đơn của Presley phát hành vào nửa đầu năm 1957 đều đứng vị trí số một: "Too Much", "All Shook Up" và "(Let Me Be Your) Teddy Bear". Đã là một ngôi sao quốc tế, ông thu hút sự chú ý của những người hâm mộ ngay cả khi chưa phát hành sản phẩm âm nhạc chính thức. Dưới tiêu đề "Presley Records a Craze in Soviet", The New York Times đưa tin rằng việc ép nhạc của ông lên các đĩa X-quang đang khiến giá thành cao ở Leningrad. Giữa các buổi quay phim và ghi hình liên tục, Presley 22 tuổi cũng có được thời gian rảnh rỗi để mua một căn biệt thự 18 phòng Graceland vào ngày 19 tháng 3 năm 1957 với mức giá 102.500 đô la. Biệt thự cách trung tâm thành phố Memphis khoảng 9 dặm (14 km) về phía nam cho chính bản thân ông và cha mẹ ông. Trước khi mua nhà, Elvis đã thu âm Loving You—album nhạc phim cho bộ phim thứ hai của ông, được phát hành vào tháng 7. Đây là album quán quân thứ ba liên tiếp của Presley. Ca khúc chủ đề được viết bởi Leiber và Stoller, những người sau đó tiếp tục sáng tác bốn trong số sáu bài hát được thu âm tại các buổi quay phim cho Jailhouse Rock, bộ phim tiếp theo của Presley. Nhóm nhạc sĩ đã giúp hoàn thiện Jailhouse một cách hiệu quả và phát triển mối quan hệ làm việc thân thiết với Presley, người đã coi họ như "bùa may mắn" của mình. "Anh ấy rất nhanh," Leiber nói. "Bất kỳ bản thu thử nào bạn đưa cho anh ấy, anh ấy đều thuộc lòng trong vòng mười phút." Ca khúc chủ đề trở thành bản hit số một tiếp theo, cũng như EP Jailhouse Rock.

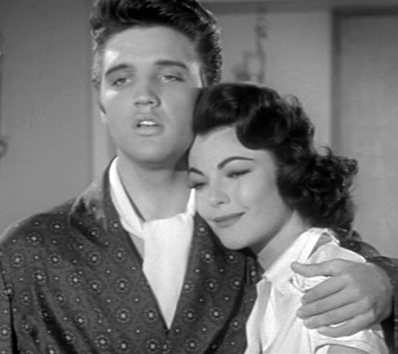
Presley (trái) và Judy Tyler trong đoạn giới thiệu phim Jailhouse Rock, phát hành tháng 10 năm 1957

Presley đã thực hiện ba chuyến lưu diễn ngắn trong năm, tiếp tục tạo ra phản ứng cuồng nhiệt của khán giả. Một tờ báo ở Detroit cho rằng "rắc rối khi đến gặp Elvis Presley là bạn có thể bị giết." Các sinh viên Villanova đã ném trứng vào ông ở Philadelphia, và ở Vancouver, đám đông gây náo loạn sau khi buổi biểu diễn kết thúc, phá hủy sân khấu. Frank Sinatra, người đã truyền cảm hứng cho sự ngất ngây và thất thanh của các cô gái tuổi teen trong những năm 1940, đã lên án hiện tượng âm nhạc mới. Trong một bài báo trên tạp chí, ông đã thẳng thắn chê bai rock and roll là "tàn bạo, xấu xa, thoái hóa, đồi bại. ... Nó thúc đẩy nhiều phản ứng tiêu cực và phá hoại ở những người trẻ tuổi. Nó có mùi giả dối. Nó được hát, chơi và viết, phần lớn, bởi những kẻ ngu ngốc. ... Loại thuốc kích dục bẩn thỉu này, tôi vô cùng lấy làm tiếc." Presley đáp lại: "Tôi ngưỡng mộ người đàn ông này. Anh ấy có quyền nói lên những gì anh ấy muốn. Anh ấy là một thành công lớn và là một diễn viên giỏi, nhưng tôi nghĩ anh ấy không nên nói điều đó ... Đây là một xu hướng, giống như anh ấy đã từng đối mặt khi bắt đầu vào nhiều năm trước."
Leiber và Stoller ở lại trong phòng thu để thu âm Elvis' Christmas Album. Vào cuối buổi thu âm, họ đã viết một bài hát ngay tại chỗ theo yêu cầu của Presley: "Santa Claus Is Back in Town", một bản nhạc blues đầy ẩn ý. Nó được phát hành vào dịp lễ đã nối dài chuỗi album quán quân của Presley lên con số bốn và trở thành album Giáng sinh bán chạy nhất từ trước đến nay tại Hoa Kỳ, với doanh số hơn 20 triệu bản trên toàn thế giới. Cũng sau buổi thu âm, Moore và Black—chỉ nhận được mức lương hàng tuần rất khiêm tốn, không được chia sẻ thành công tài chính lớn nào từ Presley—đã từ bỏ. Mặc dù họ đã được trọng dụng trở lại trên nền tảng lương ngày một vài tuần sau đó, nhưng rõ ràng họ không còn là một phần quan trọng của Presley trong một khoảng thời gian. Vào ngày 20 tháng 12, Presley nhận được thông báo nhập ngũ của mình. Ông được hoãn quân dịch để hoàn thành King Creole sắp tới, trong đó 350.000 đô la đã được Paramount và nhà sản xuất Hal Wallis đầu tư. Trước khi đến năm mới một vài tuần, "Don't", một sáng tác khác của Leiber và Stoller, đã trở thành ca khúc bán chạy số một thứ mười của Presley. Chỉ 21 tháng kể từ khi phát hành "Heartbreak Hotel" đã đưa ông lên đến đỉnh cao. Các buổi thu âm cho nhạc phim King Creole được tổ chức tại Hollywood vào giữa tháng 1 năm 1958. Leiber và Stoller đã đóng góp ba bài hát và một lần nữa tham gia thực hiện, đây là lần cuối cùng họ và Presley hợp tác chặt chẽ với nhau. Như Stoller nhớ lại, người quản lý và đoàn tùy tùng của Presley đã tìm cách ngăn cản ông: "Anh ấy đã rời xa. ... Họ giữ cho anh ấy riêng biệt." Một đoạn nhạc phim ngắn vào ngày 11 tháng 2 đã đánh dấu sự kết thúc—đó là lần cuối cùng mà Black được biểu diễn cùng với Presley. Ông mất năm 1965.

### 1958–1960: Nghĩa vụ quân sự và người mẹ qua đời

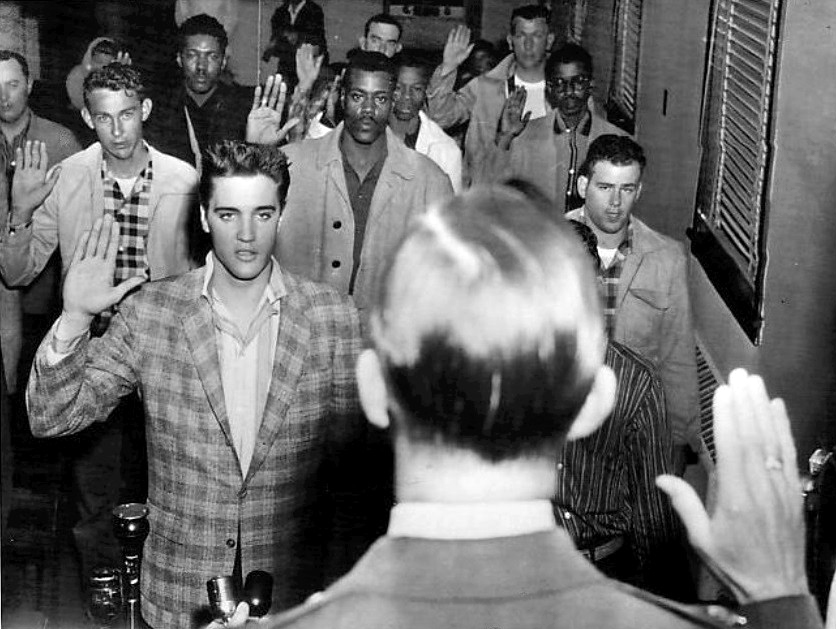
Presley tuyên thệ gia nhập Quân đội Hoa Kỳ tại Fort Chaffee, Arkansas vào ngày 24 tháng 3 năm 1958

Vào ngày 24 tháng 3 năm 1958, Presley được biên chế vào Quân đội Hoa Kỳ với cấp bậc binh nhì tại Doanh trại Chaffee, gần Fort Smith, Arkansas. Sự xuất hiện của ông là một sự kiện truyền thông lớn. Hàng trăm người đổ xuống đường khi ông vừa bước xuống xe buýt; các nhiếp ảnh gia sau đó đã đi cùng ông vào pháo đài. Presley thông báo rằng ông rất mong chờ thời gian trong quân ngũ, nói rằng ông không muốn mình bị đối xử khác biệt so với bất kỳ ai khác: "Quân đội có thể làm bất cứ điều gì họ muốn ở tôi."
Presley bắt đầu được đào tạo cơ bản tại Fort Hood, Texas. Trong kỳ nghỉ phép kéo dài hai tuần vào đầu tháng 6, ông đã thu âm năm bài hát ở Nashville. Vào đầu tháng 8, mẹ ông được chẩn đoán mắc bệnh viêm gan và tình trạng bệnh của bà nhanh chóng trở nên tồi tệ hơn. Presley được cấp phép khẩn cấp để thăm bà và đến Memphis vào ngày 12 tháng 8. Hai ngày sau, bà qua đời vì suy tim ở tuổi 46; mối quan hệ của họ vẫn rất thân thiết—ngay cả đến khi trưởng thành, họ vẫn nói chuyện thời bé với nhau và Presley gọi bà bằng tên thân mật.
Sau khi huấn luyện, Presley gia nhập Sư đoàn 3 Thiết giáp tại Friedberg, Đức, vào ngày 1 tháng 10. Trong khi diễn tập, Presley đã được một trung sĩ giới thiệu sử dụng amphetamine. Ông trở thành "người truyền giáo về lợi ích thực tế của chúng", không chỉ cung cấp năng lượng mà còn là "sức mạnh" và giảm cân, rất nhiều bạn bè của ông đã cùng ông say mê nó. Quân đội cũng giới thiệu karate cho Presley, mà ông đã nghiêm túc nghiên cứu, được đào tạo với Jürgen Seydel. Nó trở thành mối quan tâm suốt đời của Presley, sau này ông thường đưa vào các buổi biểu diễn trực tiếp của mình. Nhiều người lính đồng đội đã nhìn nhận Presley như một người lính bình thường, có năng lực, bất chấp sự nổi tiếng và tính hào phóng của ông. Ông đã quyên góp tiền lương trong Quân đội của mình cho tổ chức từ thiện, mua TV cho căn cứ và một chiếc áo khoác cho mọi người trong bộ trang phục của mình.
Tại Friedberg, Presley đã gặp Priscilla Beaulieu, 14 tuổi. Cuối cùng họ sẽ kết hôn sau 7 năm rưỡi tìm hiểu nhau. Trong cuốn tự truyện của mình, Priscilla nói rằng Presley lo ngại rằng 24 tháng trong quân ngũ sẽ hủy hoại sự nghiệp của mình. Trong Dịch vụ Đặc biệt, ông có cơ hội biểu diễn âm nhạc và giữ vững sức hút trước công chúng, nhưng Parker đã thuyết phục ông rằng để nhận được sự tôn trọng của mọi người, ông nên phục vụ đất nước của mình như một người lính bình thường. Những báo cáo truyền thông đã lặp lại ý kiến lo ngại của Presley về sự nghiệp của mình, nhưng nhà sản xuất RCA Steve Sholes và Freddy Bienstock của Hill and Range đã chuẩn bị kỹ càng cho ông trong hai năm gián đoạn. Được chuẩn bị một số lượng đáng kể các sản phẩm âm nhạc chưa được phát hành, họ đều đặn duy trì phát hành nhiều sản phẩm thành công. Trong thời gian nhập ngũ, Presley đã có 10 bản hit nằm trong top 40, bao gồm "Wear My Ring Around Your Neck", đĩa đơn bán chạy nhất "Hard Headed Woman" và "One Night" năm 1958, (Now and Then There's) A Fool Such as I" và đĩa đơn quán quân "A Big Hunk o' Love" vào năm 1959. RCA cũng tạo ra bốn album tổng hợp lại các ca khúc trong thời kỳ này, thành công nhất là Elvis' Golden Records (1958), đạt vị trí thứ ba trên bảng xếp hạng LP.

### 1960–1968: Tập trung vào điện ảnh

#### Elvis Is Back
Presley trở về Hoa Kỳ vào ngày 2 tháng 3 năm 1960, và được giải ngũ ba ngày sau đó với cấp bậc trung sĩ. Chuyến tàu chở ông từ New Jersey đến Tennessee đã rất đông đúc trên suốt chặng đường, và Presley được yêu cầu xuất hiện tại các điểm dừng theo lịch trình để làm hài lòng người hâm mộ. Vào đêm 20 tháng 3, ông đến phòng thu của RCA ở Nashville để thu âm các bài hát cho album mới cùng với đĩa đơn "Stuck on You", được gấp rút phát hành và nhanh chóng trở thành bản hit quán quân. Một buổi thu khác ở Nashville hai tuần sau đó đã đem lại một cặp đĩa đơn bán chạy nhất của ông, các bản ballad "It's Now or Never" và "Are You Lonesome Tonight?", cùng với phần còn lại của Elvis Is Back!. Album có một số bài hát được Greil Marcus mô tả là tràn đầy âm hưởng của nhạc blues Chicago "sự đe dọa, được tiến triển bằng cây đàn guitar acoustic của chính Presley, màn chơi xuất sắc của Scotty Moore và tác phẩm saxophone ma mị từ Boots Randolph. Giọng hát của Elvis không còn gợi cảm, nó mang tính khiêu dâm." Nói chung, nó "gợi lên tầm nhìn về một nghệ sĩ biểu diễn có thể là tất cả mọi thứ", theo sử gia âm nhạc John Robertson: "một thần tượng tuổi teen thích tán tỉnh với một trái tim vàng; một người tình đầy mãnh liệt, nham hiểm; một ca sĩ nhạc blues đào hoa; một nghệ sĩ giải trí trong hộp đêm sành điệu; [một] rocker giọng khàn". Được phát hành chỉ vài ngày sau khi hoàn tất quá trình thu âm, nó đã đạt vị trí thứ hai trên bảng xếp hạng album.

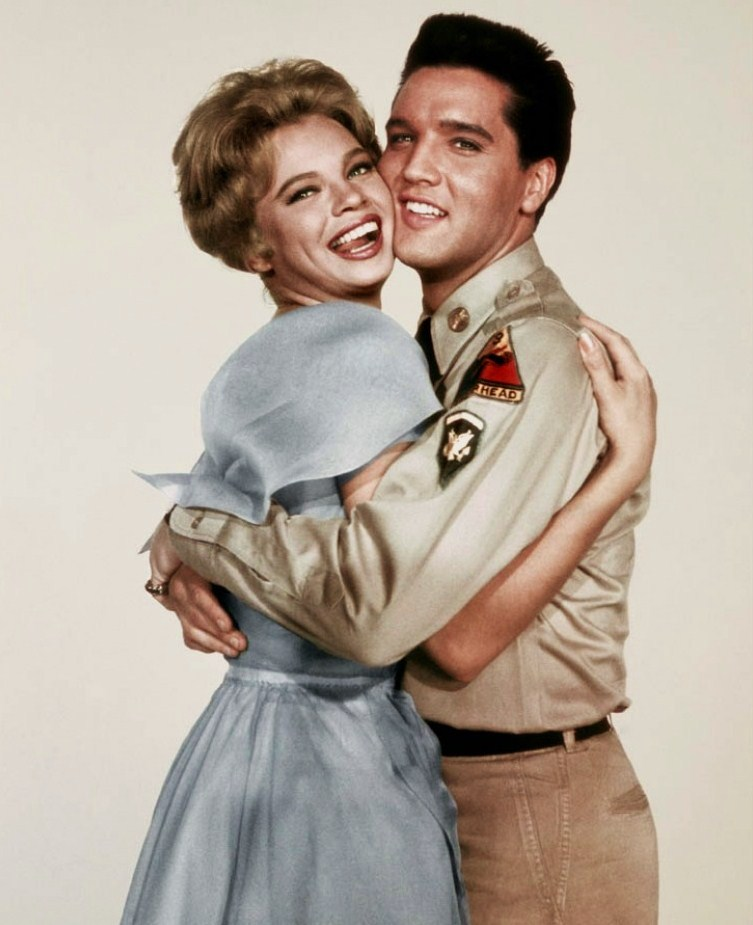
Presley (phải) với Juliet Prowse trong G.I. Blues

Presley trở lại truyền hình vào ngày 12 tháng 5 với tư cách khách mời trên The Frank Sinatra Timex Special—đầy mỉa mai cho cả hai ngôi sao, với lời chỉ trích gắt gao trước đó của Sinatra về nhạc rock and roll. Còn được gọi là Welcome Home Elvis, chương trình được ghi hình vào cuối tháng 3, lần duy nhất trong năm Presley biểu diễn trước khán giả. Parker nhận khoản phí 125.000 đô la chưa từng có cho tám phút hát. Buổi phát sóng đã thu hút một lượng người xem khổng lồ.
G.I. Blues, album nhạc phim đầu tiên của Presley kể từ khi ông trở lại, vươn lên vị trí quán quân trong tháng 10. LP đầu tiên của ông, His Hand in Mine, phát hành sau đó hai tháng. Nó đạt vị trí thứ 13 trên bảng xếp hạng nhạc pop của Hoa Kỳ và vị trí thứ 3 ở Vương quốc Anh, những con số đáng chú ý cho một album phúc âm. Vào tháng 2 năm 1961, Presley đã có hai buổi biểu diễn cho một sự kiện phúc lợi ở Memphis, thay mặt cho 24 tổ chức từ thiện địa phương. Trong một bữa tiệc trưa trước sự kiện, RCA đã trao cho ông một bản chứng nhận doanh số bán hàng với hơn 75 triệu đĩa trên toàn thế giới. Một buổi thu kéo dài 12 giờ tại Nashville vào giữa tháng 3 đã sản xuất gần như toàn bộ album phòng thu tiếp theo của Presley, Something for Everybody. Theo mô tả của John Robertson, nó minh họa âm nhạc Nashville, sự tự chủ, phong cách quốc tế sẽ định nghĩa lại nền âm nhạc đồng quê trong những năm 1960. Là lời tiên đoán cho phần lớn những gì sẽ đến từ chính Presley trong nửa thập kỷ tới, album là "một bản nhạc nhẹ nhàng dễ chịu, không đe dọa đến thứ âm nhạc đã từng là quyền thừa kế của Elvis". Nó là LP số một thứ sáu của ông. Một buổi hòa nhạc phúc lợi khác, gây quỹ cho một đài tưởng niệm Trân Châu Cảng, đã được tổ chức vào ngày 25 tháng 3, tại Hawaii. Đây là buổi biểu diễn công khai cuối cùng của Presley trong bảy năm.

## Phong cách nghệ thuật

### Ảnh hưởng
Những ảnh hưởng âm nhạc đầu tiên của Elvis tới từ nhạc phúc âm. Mẹ của ông từng kể lại rằng khi mới 2 tuổi, "nó đã cố nhoài ra khỏi lòng tôi, chạy về phía lối đi và giành lấy chỗ hát. Nó muốn thấy dàn đồng ca và hát với họ". Khi còn ở Memphis, Elvis thường xuyên tới hát thánh ca tại Ellis Auditorium – nơi có rất nhiều nghệ sĩ nổi tiếng thường lui tới, trong đó có nhóm Statesmen Quartet – mà theo lời Guralnick, đã giúp Elvis định hình nên phong cách trình diễn sau này:
The Statesmen chơi với nhạc cụ điện... cùng với giọng hát gây xúc động mạnh mẽ nhất và nghệ thuật biểu diễn độc đáo nhất trong thế giới giải trí... và họ mặc đồ cứ như thể bước ra từ những tấm kính khảm của Meyer Lansky. Ca sĩ bè trầm Jim Wetherington, hay còn được biết tới với nghệ danh Big Chief, thường đứng phía sau và có điệu nhảy với chân trái trước rồi chân phải theo sau, lung linh với những thứ đồ trang trí bên hai ống quần. "Ông ý vượt ra khỏi mọi hình tượng về âm nhạc phúc âm. Phụ nữ thường nhảy cẫng lên vì sung sướng, như thể họ đi nghe nhạc pop vậy", Jake Hess nhớ lại. Những người sùng đạo thường không bao giờ ủng hộ những thái độ trần tục, nhưng khi tới đây nghe hát, họ vẫn thường thét lên và lả đi.

Ở tuổi thiếu niên, âm nhạc của Elvis được mở rộng khi cậu bắt đầu tiếp xúc với văn hóa của các cộng đồng người da trắng và da màu. Cho dù chưa từng được đào tạo bài bản, nhưng khả năng ghi nhớ siêu phàm và năng khiếu âm nhạc bẩm sinh đã giúp cậu có được hợp đồng thu âm đầu tiên khi mới 19 tuổi vào năm 1954. Khi Jerry Leiber và Mike Stoller gặp cậu 2 năm sau đó, họ khá bất ngờ với những kiến thức chuyên sâu của Elvis về nhạc blues. Stoller bổ sung "Cậu ấy nắm vững những kiến thức về nhạc đồng quê và nhạc phúc âm hơn hẳn chúng ta". Chính Elvis cũng chia sẻ khi tham gia họp báo chỉ vài năm sau "Tôi biết cách hát mọi ca khúc tôn giáo từng tồn tại".

### Năng khiếu âm nhạc
Elvis có chiếc guitar cá nhân đầu tiên khi 11 tuổi. Cậu tự mày mò hát và chơi nhạc, và cho dù không được học bất cứ trường lớp nào, cậu luyện tập và chơi nhạc một cách vô cùng tự nhiên. Elvis biết chơi cả guitar, piano và bass. Cậu tự học và chơi mọi thứ bằng đôi tai, bản thân cậu không hề biết đọc và viết nhạc. Elvis tự chơi đàn trong khá nhiều ca khúc thu âm sau này: anh chơi guitar nền trong hầu hết các bản thu thời kỳ Sun và các album khác trong thập niên 1950, anh chơi bass trong "(You're So Square) Baby I Don't Care" sau khi Bill Black gặp vấn đề với cây đàn của mình. Anh chơi piano trong "Old Shep" và "First in Line" trong album Elvis (1956), sau đó là trong một vài ca khúc của album From Elvis in Memphis, ca khúc "Moody Blue", đặc biệt trong "Unchained Melody" – một trong những bản thu cuối cùng của mình. Elvis thậm chí còn chơi lead guitar trong bản hit "One Night" và "Are You Lonesome Tonight". Trong chương trình 68 Comeback Special, Elvis cũng chơi guitar lead trực tiếp trước khán giả truyền hình với các ca khúc "Baby What You Want Me to Do" và "Lawdy Miss Clawdy", ngoài ra còn chơi guitar nền trong "All Shook Up", "Don't Be Cruel", and "(Let Me Be Your) Teddy Bear". Album Elvis is Back! cũng ghi anh chơi guitar acoustic trong một số ca khúc như "I Will Be Home Again" và "Like a Baby".

### Phong cách và thể loại nhạc
Theo nhiều nhà nghiên cứu âm nhạc, Elvis chính là nhân vật quan trọng nhất của làn sóng rockabilly thập niên 1950. Craig Morrison bình luận: "Rockabilly đạt tới đỉnh cao vào năm 1954 qua những bản thu đầu tay của Elvis do hãng Sun phát hành". Paul Friedlander từng miêu tả nền móng của rockabilly với "...ảnh hưởng từ Elvis Presley": "Phong cách hát vừa hoang dã, vừa cảm xúc, vừa đa dạng cùng sự nhạy cảm với nhạc blues cùng dàn dây và guitar đồng quê". Ca khúc "That's All Right" đánh dấu sự ra đời của ban nhạc ba người của Elvis, bao gồm Scotty Moore guitar solo "cùng Merle Travis chơi theo phong cách fingerstyle và slide trên đàn acoustic, kết hợp tỉ mỉ với những nốt blues đặc trưng và vê nốt". Trong khi đó Katherine Charlton cho rằng Elvis "là nguồn gốc của rockabilly" còn Carl Perkins thì từng nhấn mạnh "Này [Sam] Philips, Elvis và tôi không phải là những người sáng tạo ra rockabilly!" Theo Michael Campbell thì "Bill Haley là người sáng tác bản hit đầu tiên cho rockabilly" – quan điểm được chia sẻ bởi Moore "Nó đã tồn tại khá lâu rồi. Perkins từng chơi nó từ thời còn ở Jackson, trong khi Jerry Lee Lewis đã tự mình chơi thể loại này khi chỉ là cậu bé 10 tuổi."
Trong thời kỳ thu âm tại RCA, rock and roll của Elvis đã được hình thành từ rockabilly với sự xuất hiện của dàn hợp ca cùng nhiều tiếng guitar điện và chất giọng dữ dằn hơn. Cho dù nổi tiếng với khả năng thể hiện biến hóa và đa dạng khi hát rock and roll/rockabilly, Elvis cũng thành công với nhiều thể loại khác như nhạc pop ("Blue Moon") hay country ballad ("How's the World Treating You?") và cả blues ("Santa Claus Is Back in Town"). Năm 1957, anh cho phát hành album nhạc phúc âm đầu tiên trong sự nghiệp với EP Peace in the Valley, trở thành album nhạc phúc âm đầu tiên của lịch sử đạt mốc 1 triệu đĩa bán. Sau này anh vẫn thỉnh thoảng thu âm các sản phẩm nhạc phúc âm.
Sau khi hoàn thành nghĩa vụ quân sự vào năm 1960, Elvis tiếp tục trình diễn nhạc rock and roll nhưng với phong thái ít sôi nổi hơn trước đây. Bản hit đầu tiên của anh vào thời kỳ này, "Stuck on You", là một minh chứng hùng hồn. RCA giới thiệu đây là những giai điệu "rock êm dịu", trong khi nhà nghiên cứu Ernst Jorgensen gọi đây chỉ đơn giản là "nhạc pop nhanh". Đĩa đơn "She's Not You" (1962) "mang đậm phong cách của The Jordanaires. Thực ra nó chỉ là một bài hát nhạc doo-wop". Những yếu tố blues/R&B trong album thành công Elvis Is Back! hầu như không còn thấy cho tới tận năm 1966 với những bản thu như "Down in the Alley" hay "Hi-Heel Sneakers". Trong suốt thập niên 1960, các sản phẩm của Elvis chủ yếu mang tính pop với những tình khúc vô cùng nổi tiếng như "Are You Lonesome Tonight?", từng đạt vị trí quán quân vào năm 1960. Một đĩa đơn quán quân khác, "It's Now or Never", có giai điệu gần giống với ca khúc nổi tiếng của Napoli mang tên "'O sole mio" với câu hát cuối "mang đậm chất opera hào sảng". Thực tế, hầu hết những bản nhạc phim mà Elvis từng thu âm đều là những ca khúc có mạch cảm xúc nhẹ nhàng.
Trong chương trình '68 Comeback Special vốn chủ yếu chơi nhạc rock and roll với âm thanh khá dữ dội, Elvis lại trình diễn loạt những giai điệu ballad cổ điển. Anh cũng cố gắng hát một vài ca khúc rock and roll sau đó mà như anh chia sẻ "rất khó để tìm thấy ca khúc ưng ý". Ca khúc tiêu biểu nhất có lẽ là "Burning Love" – đĩa đơn quán quân cuối cùng trong sự nghiệp của anh. Elvis quay trở lại với cách làm cũ từ thập niên 1950 khi cố gắng cách tân nhạc pop và nhạc đồng quê bằng những cách tiếp cận khác nhau. Thời điểm này, phong cách của anh pha trộn những âm thanh của rock cũng như soul và funk. Album Elvis in Memphis với ca khúc tiêu biểu "Suspicious Minds" là minh chứng cho sự cố gắng của Elvis trong việc hòa hợp rock với soul. Tới giữa thập niên 1970, các ca khúc của anh quay trở lại nhiều bảng xếp hạng nhạc đồng quê – nơi mà anh gặt hái những vinh quang đầu tiên trong sự nghiệp của mình.

### Giọng hát

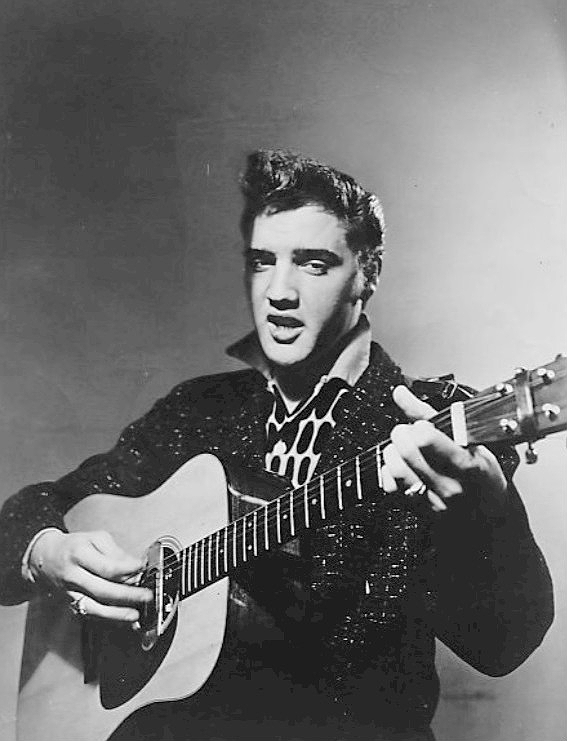
Poster quảng bá chương trình Stage Show của đài CBS, ngày 16 tháng 1 năm 1956

Kỹ thuật hát của Elvis Presley, theo nhà nghiên cứu Dave Marsh, "lúc đầu giọng hát cao và gắt, sau này trở nên trầm ấm và uyển chuyển". Marsh cho rằng chính Elvis là người khởi xướng lối hát "nhả chữ" (stut) trong bản hit "Baby Let's Play House" (1955). Trong "Don't Be Cruel", Elvis "sử dụng 'mmmmm' để tạo nên đoạn chuyển ngắn giữa hai đoạn hát" – "phong cách thư giãn thiên tài". March cũng cho rằng cách Elvis thể hiện trong "Can't Help Falling in Love" là một trong "lối hát nhấn nhá lịch thiệp và diễn đạt tinh tế" nhất, đặc biệt "câu hát 'Shall I stay' mong manh như thủy tinh".
Jorgensen cho rằng bản thu "How Great Thou Art" (1966) "minh chứng đầy đủ chất giọng của Elvis" khi anh ta đã "thể hiện mình là một chuyên gia về hòa âm khi tự mình bè đủ 4 giọng từ bass ở phần đầu ca khúc, cho đến đoạn kết bằng nam cao opera" như thể "độc diễn dàn nhạc bốn người quartet". Theo Guralnick, "Stand By Me" mang âm hưởng của nhạc phúc âm "một phần thể hiện tuyệt đẹp, gần như trần trụi khao khát", tuy nhiên, ông cũng cho rằng Elvis lạm dụng kỹ thuật trong "Where No One Stands Alone" – "cố gắng gầm gừ để tạo nên âm thanh" giống như Jake Hess của nhóm The Statesmen Quartet. Hess thì khẳng định không có nhiều người có được chất giọng như Elvis "anh ấy có nhiều tố chất mà nhiều người muốn tìm suốt cả cuộc đời". Guralnick thì tìm ra được một điều thú vị khác: "Giọng hát trầm ấm, khả năng kết hợp kỹ thuật vibrato và quãng giọng falsetto tự nhiên, sự tinh tế và thu hút từ cách xử lý đều là những phẩm chất bẩm sinh mà anh ấy không cần rèn luyện hay nỗ lực".
Marsh đề cao tài năng của Elvis khi trình bày "U.S. Male" "trong vai trò là một người đọc thơ chỉnh chu, không cường điệu mà cũng không hời hợt, trái lại, anh mang tới sự mạnh mẽ mà vô cùng lịch thiệp như mọi bản thu khác thời kỳ Sun". Theo Jorgensen, bản thu "In the Ghetto" "bộc lộ mọi khía cạnh của chất giọng và tính cách của Elvis" khi vận dụng "giọng hát trong sáng và giàu cảm xúc". Guralnick cho rằng ca khúc này "như thể một bài hùng biện... cực kỳ tự tin qua sự giản dị của mình". Nhà phê bình âm nhạc cũng bổ sung rằng "Suspicious Minds" là "sự pha trộn hoàn hảo giữa sự dịu dàng và đĩnh đạc" nhưng thêm vào đó "một chút gì đó khắc kỷ (vì hoài nghi) và đau khổ (vì mất mát)."
Theo nhà nghiên cứu Henry Pleasants, "Elvis có thể hát được từ giọng baritone cho tới tenor. Một sự tổng hòa kinh ngạc... với quãng giọng cực lớn nhiều màu sắc và nhiều thái độ đa dạng". Ông cho rằng quãng giọng chuẩn Elvis là baritone cao khoảng hai quãng-8 và 1/3. "Từ nốt Sol baritone thấp cho tới nốt Si tenor cao, nối tiếp là giọng gió falsetto lên tới tận D-flat (Rê). Cữ giọng tốt nhất của Elvis là khoảng chính giữa của quãng giọng này, D-flat tới D-flat, khi giọng anh có thể lên xuống vô cùng uyển chuyển". Cũng theo Pleasants, giọng của Elvis "vô cùng đa dạng và khó lường" ở nốt thấp, "hào sảng" ở nốt cao và "tràn trề khi đạt nốt Gs và As với giọng opera baritone." indsay Waters thì cho rằng quãng giọng của Elvis đạt hai quãng-8 và 1/4, ca ngợi "giọng ca của anh ấy giàu cảm xúc kể cả khi thì thầm dịu dàng hoặc khi gào thét, và giọng hát thô của anh có thể khiến người nghe chuyển từ bình tĩnh, nhún nhường sang sợ hãi. Giọng hát của Elvis không nên đo bằng quãng-8 mà thay vào đó, bằng decibel, bởi thực tế gần như không ai cóc thể nghe được lối hát thì thầm của anh ấy." Pleasants miêu tả Elvis luôn "dễ dàng bắt chước những âm thanh mở, khàn khàn, ngây ngất, la hét, gào thét, khóc lóc và đầy thử thách của các ca sĩ da màu hát nhạc blues và nhạc phúc âm" nhằm nhấn mạnh khả năng mô phỏng âm thanh tài tình của ông.

## Hình ảnh công chúng

### Đam mê cưỡi ngựa
Elvis có nuôi một số con ngựa tại Graceland, và nhiều con trong số đó quan trọng đối với điền trang này. Một cựu giáo viên địa phương, Alene Alexander, đã chăm sóc những con ngựa tại Graceland trong 38 năm. Bà và Priscilla Presley đều có tình yêu với ngựa và đã hình thành một tình bạn đặc biệt. Chính vì Priscilla mà Elvis đã mang ngựa đến Graceland. Priscilla Presley nói: "Anh ấy đã tặng tôi con ngựa đầu tiên của tôi như một món quà Giáng sinh - Domino". Alexander hiện là chủ sở hữu của Graceland. Bà là một trong ba nhân viên ban đầu làm việc tại điền trang.
Palomino Rising Sun là con ngựa yêu thích của Elvis và có rất nhiều bức ảnh chụp ông cưỡi nó.

### Colonel Parker và nhóm The Aberbachs

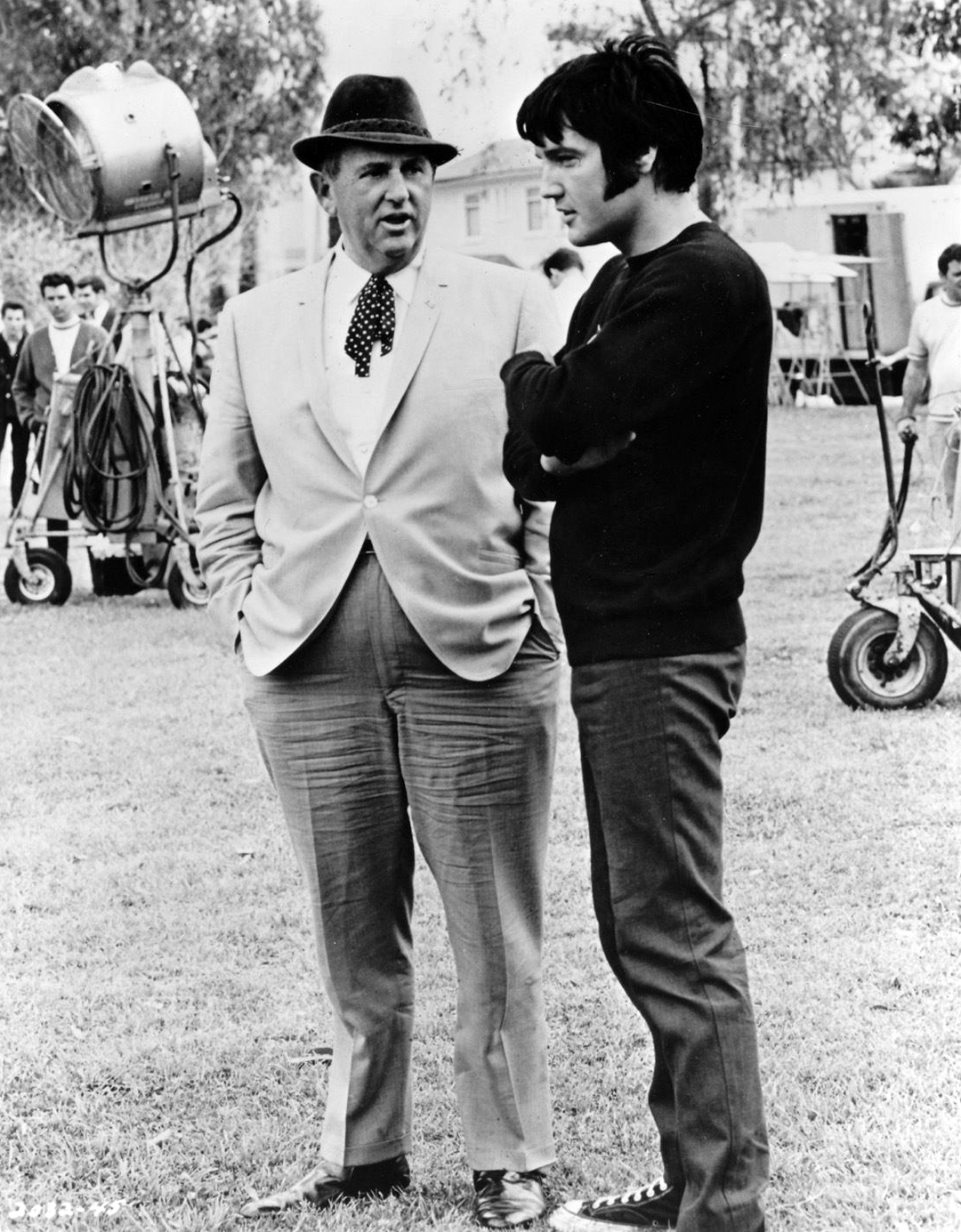
Presley (phải) và Colonel Tom Parker vào năm 1969

## Di sản
—Robert Christgau 
 24 tháng 12 năm 1985
Sự nổi tiếng của Presley vào năm 1956 đã làm thay đổi nền âm nhạc đại chúng và có ảnh hưởng lớn ra ngoài văn hóa đại chúng. Là chất xúc tác cho cuộc cách mạng văn hóa rock and roll, ông không chỉ là trung tâm trong việc định hình nó là một thể loại âm nhạc mà còn biến nó trở thành một biểu tượng văn hóa và nổi loạn của thanh niên thời bấy giờ. Với nguồn gốc đa chủng tộc của Presley—việc rock and roll chiếm vị trí trọng tâm trong nền văn hóa chính thống Mỹ đã tạo điều kiện cho sự chấp nhận và đánh giá cao đối với văn hóa người da đen. Về vấn đề này, Little Richard nói về Presley, "Anh ấy là một nhà tiên phong. Elvis còn là một may mắn. Họ sẽ cản trở bước tiến của âm nhạc da đen. Nhưng anh ấy đã mở ra cánh cửa cho âm nhạc này." Al Green đồng tình: "Anh ấy là người phá băng cho tất cả chúng tôi." Tổng thống Jimmy Carter nhận xét về di sản của ông vào năm 1977: "Âm nhạc và tính cách của ông, sự kết hợp giữa phong cách đồng quê da trắng với âm điệu da đen và blues, đã làm thay đổi vĩnh viễn bộ mặt văn hóa đại chúng Hoa Kỳ. Ông rất vĩ đại, và ông còn là một biểu tượng đối với mọi người trên thế giới về sức sống, sự nổi loạn và sự hài hước của đất nước này." Presley cũng báo trước cho sự mở rộng phạm vi ảnh hưởng của người nổi tiếng trong thời đại truyền thông đại chúng: ở tuổi 21, trong vòng một năm kể từ lần đầu tiên xuất hiện trên sóng truyền hình Mỹ, ông đã được coi là một trong những người nổi tiếng nhất thế giới.
Tên tuổi, hình ảnh và giọng hát của Presley được công nhận trên toàn cầu. Presley đã truyền cảm hứng cho một nhóm những người bắt chước ông. Trong các cuộc thăm dò và khảo sát, ông được công nhận là một trong những nghệ sĩ âm nhạc đại chúng quan trọng và có ảnh hưởng nhất đối với người Mỹ. Nhà soạn nhạc và nhạc trưởng người Mỹ Leonard Bernstein nói rằng, "Elvis Presley là lực lượng văn hóa vĩ đại nhất của thế kỷ XX. Ông ấy đã làm thay đổi mọi thứ—âm nhạc, ngôn ngữ, quần áo. Đó là một cuộc cách mạng xã hội hoàn toàn mới—những năm sáu mươi bắt nguồn từ nó." John Lennon nói rằng "Không có gì thực sự ảnh hưởng đến tôi cho đến khi Elvis xuất hiện." Bob Dylan mô tả cảm giác lần đầu tiên nghe Presley là "giống như chuẩn bị ra khỏi tù".

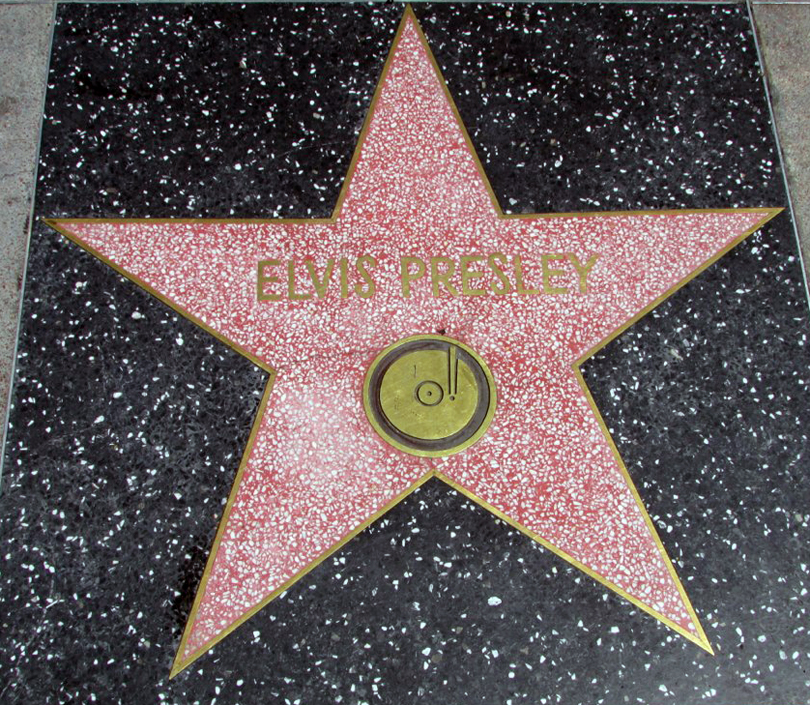
Ngôi sao của Presley trên Đại lộ Danh vọng Hollywood tại 6777 Hollywood Blvd

Vào dịp kỷ niệm 25 năm ngày mất của Presley, tờ The New York Times khẳng định: "Những kẻ bắt chước bất tài cùng những bức họa nhung đen có thể biến những hình ảnh về ông trở thành những ký ức xa vời và xấu xí. Nhưng trước khi Elvis rơi vào nghiện ngập, ông lại là một con người hoàn toàn đối nghịch: một lực lượng văn hóa chân chính. ... Những bước đột phá của Elvis không được đánh giá đúng mức trong thời kỳ rock-and-roll này, âm nhạc hard-rock cùng phong cách nổi loạn của ông đã đạt được thành công lớn." Không chỉ những thành tựu mà cả những lần gây tranh cãi của Presley, được một số nhà văn hóa xem như làm tăng thêm giá trị cho di sản của ông, như trong mô tả này của Greil Marcus:
Elvis Presley là một hình mẫu tối cao trong cuộc sống của người Mỹ, một người mà sự hiện diện của họ, bất kể sáo rỗng hay dễ đoán đến như thế nào, đều không có sự so sánh thực sự. ... Phạm vi văn hóa trong âm nhạc của anh ấy đã mở rộng đến mức nó không chỉ đơn thuần là các bản hit bình thường, mà còn là những bản hùng ca yêu nước, phúc âm đồng quê đầy trong trẻo và nhạc blues thật thô bỉ. ... Elvis đã nổi lên như một nghệ sĩ vĩ đại, một rocker vĩ đại, một nhà cung ứng rác rưởi vĩ đại, một soái ca vĩ đại, một người hay quấy rầy vĩ đại, một biểu tượng quyền thế vĩ đại, một diễn viên không chuyên vĩ đại, một con người tốt vĩ đại, và đúng vậy, một người Mỹ vĩ đại.

## Thành tựu
Cho đến hiện tại, Presley vẫn là nghệ sĩ solo bán đĩa nhạc chạy nhất, với doanh thu ước tính từ 1,5 tỷ đến 2 tỷ đĩa.
Presley giữ kỷ lục cho hầu hết các bài hát lọt vào top 40—115 và top 100 của Billboard: 152 theo nhà thống kê Joel Whitburn và 139 theo người viết tiểu sử Adam Victor. Thứ hạng của Presley trong top 10 và các bản hit quán quân tùy thuộc vào cách chia những đĩa đơn hai mặt như "Hound Dog/Don't Be Cruel" và "Don't/I Beg of You"  thành các đĩa đơn riêng biệt, trước khi Billboard thống nhất chúng lại thành một đĩa đơn khi xếp hạng trên Hot 100. Theo phân tích của Whitburn, Presley giữ kỷ lục với 38 đĩa đơn, sánh ngang với Madonna; theo đánh giá hiện tại của Billboard, ông đứng thứ hai với 36 đĩa đơn. Whitburn và Billboard đồng tình rằng The Beatles giữ kỷ lục về nhiều bản hit quán quân nhất với 20, Mariah Carey đứng thứ hai với 18. Whitburn xếp Presley đứng thứ hai với 18; Billboard xếp ông đứng thứ ba với 17. Presley vẫn giữ kỷ lục có nhiều tuần trụ ở vị trí số một nhất: 80 tuần, theo Whitburn và Đại sảnh Danh vọng Rock and Roll; đồng hạng với Carey là 79 tuần theo Billboard. Ông giữ kỷ lục về nhiều bản hit quán quân nhất tại Anh với 21, và top 10 với 76.
Với tư cách là một nghệ sĩ bán album, Presley được Billboard ghi nhận với kỷ lục có nhiều album nhất được xếp hạng trên Billboard 200: 129, bỏ xa vị trí thứ hai của Frank Sinatra là 82. Ông cũng giữ kỷ lục về thời gian ở vị trí số một lâu nhất trên Billboard 200: 67 tuần. Trong năm 2015 và 2016, hai album có sự góp giọng của Presley với sự hòa âm của Dàn nhạc giao hưởng hoàng gia, If I Can Dream và The Wonder of You, đều đạt vị trí quán quân tại Vương quốc Anh. Điều này đã mang lại cho ông một kỷ lục mới cho những album đứng đầu nhiều nhất tại Vương quốc Anh của một nghệ sĩ solo với 13, và nối dài kỷ lục trong khoảng thời gian dài nhất giữa các album quán quân của bất kỳ nghệ sĩ nào—Presley lần đầu tiên đứng đầu bảng xếp hạng âm nhạc Anh vào năm 1956 với album đầu tay mang tên mình.
Tính đến  năm 2020, Hiệp hội Công nghiệp Thu âm Hoa Kỳ (RIAA) ghi nhận Presley với doanh số bán album được chứng nhận là 146,5 triệu tại Hoa Kỳ, đứng thứ ba mọi thời đại sau The Beatles và Garth Brooks. Anh giữ kỷ lục cho hầu hết các album vàng (101, gần gấp đôi so với vị trí thứ hai là 51 của Barbra Streisand) và nhiều album bạch kim nhất (57). Với 25 album đa bạch kim, ông đứng thứ hai sau The Beatles (26). Tổng cộng có 197 lần được chứng nhận album của ông (trong đó có một chứng nhận kim cương), bỏ xa người đứng thứ hai The Beatles là 122. Ông có đĩa đơn vàng nhiều thứ ba (54, sau Drake và Taylor Swift), và đĩa đơn bạch kim nhiều thứ tám (27). Năm 2012, loài nhện Paradonea presleyi đã được đặt theo tên của Presley nhằm vinh danh ông. Năm 2018, Tổng thống Donald Trump đã truy tặng Huân chương Tự do Tổng thống cho Presley.

## Danh sách đĩa nhạc
Có một số lượng lớn các bản thu âm đã được phát hành dưới tên của Presley. Tổng số bản thu chính ban đầu của ông có nhiều ứng tính khác nhau là 665 và 711. Từ lúc bắt đầu sự nghiệp đến kho ông thành công nhất trong thời đại mà đĩa đơn là phương tiện thương mại chính của nhạc pop. Trong trường hợp các album của ông, sự phân biệt giữa các album phòng thu "chính thức" và những hình thức khác thường bị bỏ qua. Trong hầu hết những năm thuộc thập niên 1960, sự nghiệp âm nhạc của ông tập trung chủ yếu vào các album nhạc phim. Vào những năm 1970, các LP được quảng bá rầm rộ và bán chạy nhất của ông thường là những album hòa nhạc.
| Album phòng thu - Elvis Presley (1956) - Elvis (1956) - Elvis' Christmas Album (1957) - Elvis is Back! (1960) - His Hand in Mine (1960) - Something for Everybody (1961) - Pot Luck (1962) - Elvis for Everyone! (1965) - How Great Thou Art (1967) - From Elvis in Memphis (1969) - From Memphis to Vegas / From Vegas to Memphis (1969) - That's the Way It Is (1970) - Elvis Country (I'm 10,000 Years Old) (1971) - Love Letters from Elvis (1971) - Elvis sings The Wonderful World of Christmas (1971) - Elvis Now (1972) - He Touched Me (1972) - Elvis (1973) (The "Fool" Album) - Raised on Rock / For Ol' Times Sake (1973) - Good Times (1974) - Promised Land (1975) - Today (1975) - From Elvis Presley Boulevard, Memphis, Tennessee (1976) - Moody Blue (1977) | Album nhạc phim - Loving You (1957) - King Creole (1958) - G.I. Blues (1960) - Blue Hawaii (1961) - Girls! Girls! Girls! (1962) - It Happened at the World's Fair (1963) - Fun in Acapulco (1963) - Kissin' Cousins (1964) - Roustabout (1964) - Girl Happy (1965) - Harum Scarum (1965) - Frankie and Johnny (1966) - Paradise, Hawaiian Style (1966) - Spinout (1966) - Double Trouble (1967) - Clambake (1967) - Speedway (1968) |

## Danh sách phim
Phim đã đóng
- Love Me Tender (1956)
- Loving You (1957)
- Jailhouse Rock (1957)
- King Creole (1958)
- G.I. Blues (1960)
- Flaming Star (1960)
- Wild in the Country (1961)
- Blue Hawaii (1961)
- Follow That Dream (1962)
- Kid Galahad (1962)
- Girls! Girls! Girls! (1962)
- It Happened at the World's Fair (1963)
- Fun in Acapulco (1963)
- Kissin' Cousins (1964)
- Viva Las Vegas (1964)
- Roustabout (1964)
- Girl Happy (1965)
- Tickle Me (1965)
- Harum Scarum (1965)
- Frankie and Johnny (1966)
- Paradise, Hawaiian Style (1966)
- Spinout (1966)
- Easy Come, Easy Go (1967)
- Double Trouble (1967)
- Clambake (1967)
- Stay Away, Joe (1968)
- Speedway (1968)
- Live a Little, Love a Little (1968)
- Charro! (1969)
- The Trouble with Girls (1969)
- Change of Habit (1969)
- Elvis: That's the Way It Is (1970)
- Elvis on Tour (1972)

Chương trình hòa nhạc truyền hình đặc biệt
- Elvis (1968)
- Aloha from Hawaii Via Satellite (1973)
- Elvis in Concert (1977)